# Chevalerie
Ne doit pas être confondu avec Ordre de chevalerie ou Ordre militaire.

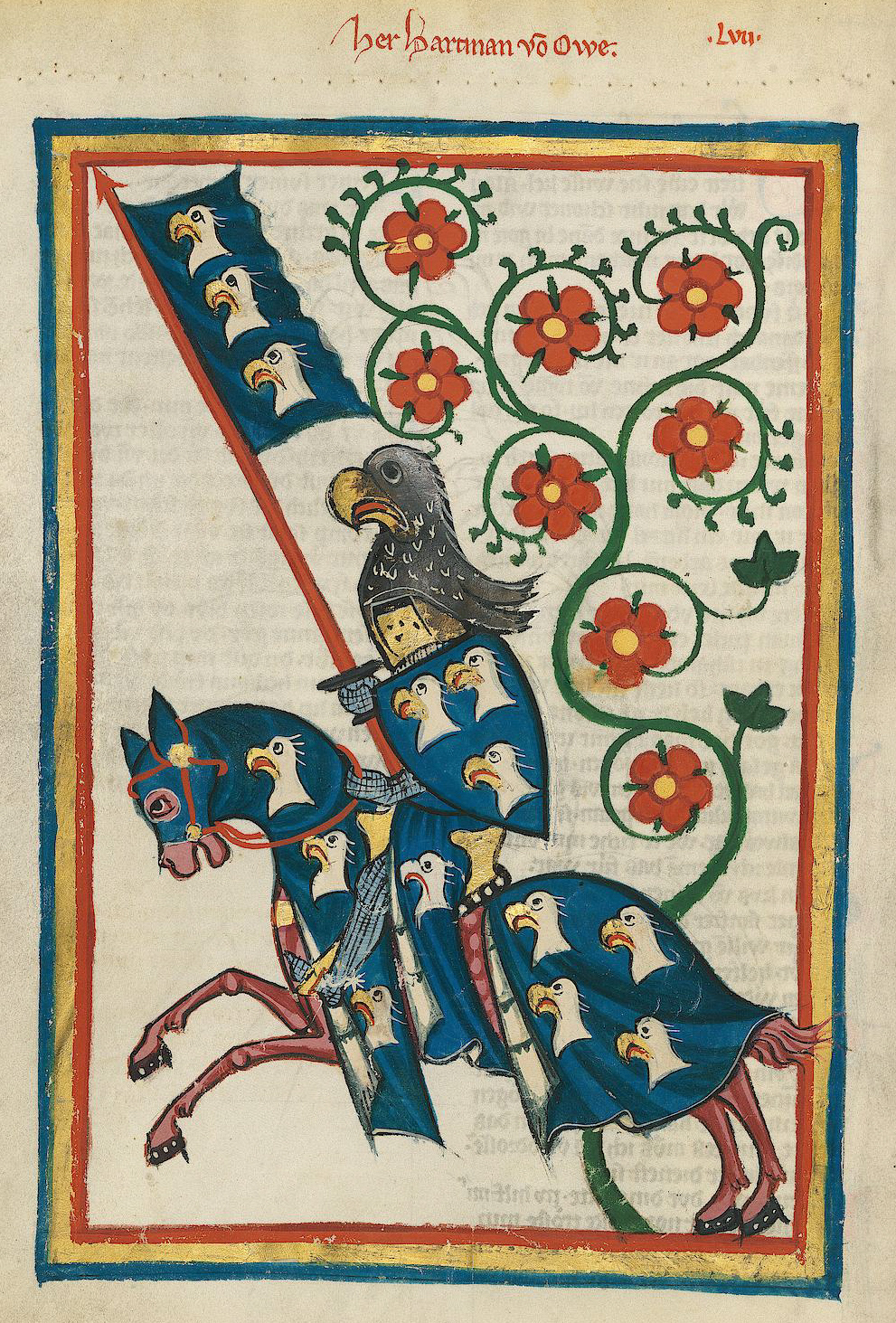
Illustration d'un chevalier dans le Codex Manesse (1305-1315). Montant un cheval de guerre, il est équipé d'un heaume en fer, d'un grand bouclier (écu) et d'une lance destinée à la charge. Sa panoplie est richement décorée de ses armes, permettant de l'identifier.

La chevalerie et le code chevaleresque désignent à la fois le groupe social, constitué de chevaliers, et un ensemble de codes de conduite informels destinés à encadrer la vie chevaleresque idéale. La chevalerie est un phénomène culturel et militaire d'origine médiévale dont les racines remontent, pour l'Occident, au XIe siècle. Son apogée, l'âge de la chevalerie classique, se trouve entre les XIIe et XVe siècles, époque de développement des ordres militaires et des croisades, dans lesquelles la chevalerie est particulièrement mobilisée. Cette période voit se développer la littérature chevaleresque, ainsi qu'elle voit la chevalerie s'intégrer — non sans certaines résistances — aux cadres de la chrétienté, et qu'elle s'initie aux usages de cour, dans le cadre du développement des monarchies médiévales. À partir de la fin du Moyen Âge, la chevalerie comme force militaire décline fortement, remplacée progressivement par des armées professionnelles.
Le berceau de la chevalerie occidentale médiévale se situe dans le monde franc mérovingien et dans la cavalerie lourde carolingienne. Ces peuples germaniques et leurs descendants importent dans le monde romain tardif des modes d'encadrement de la guerre différents, adaptés aux nouveaux modes de pouvoirs locaux qui succèdent à l'Empire romain. À l'origine, le mot caballarius, dont dérive chevalier et chevalerie en français, désignait uniquement les combattants à cheval, appelé caballus en latin tardif (emprunté au gaulois *kaballos, du protoceltique *kaballos). Ce guerrier monté était investi de l'idéal de l'equites romain, pouvant mener, du fait de son aisance financière et foncière, une carrière publique marquée par le service militaire.
C'est seulement par la suite que l'idée de chevalerie s'est vue associée à un sens moral, éthique, et social, en se voyant greffés les idéaux chevaleresques de la littérature et de la chanson de geste. Le terme sous-entend ainsi une distinction sociale et fonctionnelle entre les chevaliers, combattants professionnels aguerris au métier des armes, force d'élite montés à cheval, et l'infanterie à pied, la « piétaille » qui fournissait la masse des troupes d'infanterie recrutées de manière ponctuelle.
Ces guerriers germano-francs ayant intégré les usages du monde romain exaltent le compagnonnage militaire, liant des combattants d'élite entre eux par des serments de fidélité et d'assistance. Adoptant peu à peu une hiérarchie entre membres de l'aristocratie militaire, ces combattant formèrent les contours de la féodalité et de la vassalité.
Fortement marquée par la tradition chrétienne et par les prescriptions morales, religieuses et politiques de l'Église médiévale, la chevalerie occidentale est intimement liée à la dévotion pieuse, à la pratique des armes et de la guerre, ainsi qu'à une éthique de l'assistance envers son prochain et de la fidélité. L'imaginaire de la chevalerie a fortement marqué la littérature, les arts et est encore aujourd'hui une source de popularité du Moyen Âge auprès du grand public - non sans biais et sans déformations liées aux imaginaires politiques qui firent de la chevalerie un exemple de comportement à suivre.
Les comportements idéaux de la chevalerie étaient régis par des codes chevaleresques plus ou moins institués en normes et en conditions d'appartenance à la chevalerie. Ces codes, le plus souvent tardifs, constituent néanmoins une bonne source pour comprendre le socle idéologique sur lequel la chevalerie médiévale s'est appuyée. Les idéaux de la chevalerie ont été fortement influencés par la théologie chrétienne et diffusés par la littérature médiévale, qui en forme les contours et les archétypes, en particulier dans les cycles littéraires connus sous le nom de Matière de France (ensemble d'épopées littéraires qui se rapporte aux compagnons légendaires de Charlemagne et à ses hommes d'armes, les paladins), et de Matière de Bretagne (alimentée par l'Historia Regum Britanniae de Geoffrey de Monmouth, écrite dans les années 1130), qui a popularisé la légende du roi Arthur et de ses chevaliers de la Table ronde.
Au fil du temps, sa signification en Europe a été progressivement affinée pour mettre l'accent sur des vertus sociales et morales plus générales. Le code de la chevalerie, tel qu'il existait à la fin du Moyen Âge, était un système moral qui combinait une éthique guerrière, la piété chevaleresque et les manières de la cour, le tout s'associant pour établir une notion d'honneur et de noblesse, de dévouement pour son suzerain auquel les chevaliers sont liés par un serment de fidélité. Il était le résultat de l'anoblissement progressif des chevaliers, de leur confusion avec l'aristocratie, ainsi que de leur proximité avec les milieux de cour dont ils devaient connaître les usages.
La chevalerie, comme force militaire et ordre social, subit de profondes évolutions à la fin du Moyen Âge. Elle se mue en cavalerie professionnalisée dans le cadre de la naissance des premières armées modernes. Les ordres chevaleresques, ou ordre de chevalerie, deviennent alors des groupes sociaux chargés de symboles prestigieux, des cercles de sociabilité et de répétition des codes de la noblesse de guerre. Formant l'entourage des rois, ces ordres ne comptent plus que quelques centaines d'individus, voire moins pour certains. Ces ordres témoignent d'une volonté d'entourer les souverains de l'aura des preux des chansons de geste et de régénérer les liens de fidélité entre princes et noblesse des États modernes en formation.

## Signification

### Étymologie
Le mot chevalerie est le résultat d'une lente évolution : il se forme en ancien français, au XIe siècle, à partir du latin médiéval caballārii, nominatif pluriel du terme caballārius « celui qui monte à cheval à la guerre, », attesté à partir du Ve siècle. Ce mot est formé, en latin tardif, sur le radical caballus « cheval », qu'on pense emprunté au gaulois *kaballos, lui-même issu du protoceltique *kaballos,,.
À l'origine, le terme de « chevalerie » est synonyme d'équitation. Le terme « chevalerie » sert progressivement à désigner les combattants possesseurs de chevaux, mais aussi l'art du combat à cheval au sens large et même les actions propres aux chevaliers. Par extension sémantique ou par métonymie, « chevalerie » acquiert progressivement le sens qu'il a aujourd'hui : il désigne alors non plus la cavalerie ou l'acte chevaleresque, mais l'ensemble des femmes ou hommes d'armes d'élite. Les chevaliers, sont formés à la guerre professionnellement depuis l'enfance, ont reçu l'adoubement, sont souvent d'ascendance noble ou du moins issus des milieux aristocratiques, et disposent des capacités financières pour s'équiper d'un cheval de guerre et des armes d'un cavalier lourd (épée, bouclier, lance, armure corporelle et fourniment).
La signification du terme a évolué profondément au fil du temps vers un sens de plus en plus large : au cours du Moyen Âge, les chevaliers et la chevalerie connaissent une lente évolution sémantique, désignant à l'origine la femme, où pendant la Guerre de Cent ans, des chevaleresses prennent parti pour l’un ou l’autre des camps. Jeanne la flamme, par exemple, combat pour les Anglais et gagne son surnom grâce à un coup d’éclat. Assiégée par les troupes françaises à Hennebont, elle prend la tête d’une petite troupe de soldats et profite de la nuit pour enflammer les tentes de ses ennemis. L'homme d'armes noble possédant un cheval de guerre, la chevalerie finit par revêtir un sens plus général, celui d'un groupe social noble partageant l'idéal de l'éthos guerrier chrétien tel qu'il se donne à voir dans le genre romanesque, devenu populaire au XIIe siècle. La chevalerie embrasse aussi progressivement l'idéal de l'amour courtois propagé dans la chanson de geste et ses genres connexes.

### Polysémie: entre groupe social et ensemble de valeurs
Le terme de chevalerie est fondamentalement polysémique : désignant d'abord la pratique militaire à cheval, puis une forme de groupe de combattants liés entre eux par une éthique, un style de formation, et une pratique sociale, le mot de chevalerie finit ainsi par regrouper non seulement les hommes, mais aussi leurs valeurs : pour les spécialistes, la chevalerie s'entend ainsi à la fois comme un groupe social et comme un corpus idéologique.

« De nos jours, la chevalerie apparaît aux historiens comme une notion double, couvrant à la fois une construction sociale et une représentation mentale : d’une part, un groupe aristocratique combattant à cheval selon la technique de la lance couchée ; d’autre part, une idéologie utilisée pour prendre et conserver le pouvoir, mais aussi un système de valeurs et un code de conduite. »

— Aurell, Martin, Girba, Catalina

« La chevalerie présente deux acceptions, l’une sociale et l’autre idéologique. D’une part, le groupe aristocratique des combattants à cheval, et d’autre part les valeurs qui lui imposent des comportements spécifiques. »

— Aurell, Martin, Girba, Catalina
Pour Philippe Contamine, historien de la guerre au Moyen Âge :

« Le Moyen Âge est l’époque de la chevalerie. Cette grande notion, à la fois sociale et technique, est censée représenter un certain nombre de valeurs : un noble est normalement un chevalier, et il se fait enterrer avec une pierre tombale le représentant en armure, avec éventuellement son épée. »

— Entretien avec Philippe Contamine, propos recueillis par Laurent Testot.
Pour le médiéviste Nigel Saul, professeur d'histoire médiévale à l'Université de Londres, il y a ambivalence dans la notion de chevalerie, entre groupe social, ensemble de valeurs et code de comportement :

« La chevalerie médiévale était plus un ensemble d'attitudes qu'une doctrine, plus un style de vie qu'un code éthique explicite. Elle englobait à la fois une idéologie et une pratique sociale. Parmi les qualités centrales de la chevalerie figurent la loyauté, la générosité, le dévouement, le courage et la courtoisie, des qualités qui étaient estimées par la gent militaire et que les contemporains considéraient comme étant celles que le chevalier idéal devait posséder. »

— Nigel Saul
Nigel Saul insiste d'ailleurs sur la diversité des définitions dont la chevalerie fait l'objet :

« Pour certains, [la chevalerie] représente un code de guerre, une construction juridique, un ensemble de conventions destinées à minimiser l’horreur des hostilités. Pour d’autres, il s’agit davantage d’un système de valeurs aristocratiques, une collection de qualités idéales : honneur, courage, loyauté. Pour d’autres encore, c’est essentiellement un phénomène littéraire »

— Nigel Saul
Dans son bilan historiographique sur la périodisation de l'histoire de la chevalerie, Aude Mairey, directrice de recherche au CNRS au sein du Laboratoire de Médiévistique Occidentale de Paris fait le bilan suivant :

« Depuis la synthèse de Maurice Keen, parue en 1984 et qui est toujours considérée comme une référence, la plupart des historiens considèrent que la chevalerie doit être entendue comme « une éthique (ethos) dans laquelle des éléments guerriers, aristocratiques et chrétiens se sont fondus », autrement dit comme un code consciemment endossé »

— Aude Mairey
Pour Jean Flori, historien spécialiste de la chevalerie médiévale, auteur de nombreuses synthèses sur les chevaliers et la chevalerie française :

« La chevalerie, c'est d'abord un métier, celui qu'exercent, au service de leurs maîtres, leur seigneur ou leur roi, des guerriers d'élite combattant à cheval. Les méthodes de combat spécifiques de cette cavalerie lourde la transforment bientôt, par le coût des armements et l'entraînement qu'elles nécessitent, en élite aristocratique. La fonction guerrière se concentre sur une classe sociale qui la considère comme son privilège exclusif. Cette fonction a une éthique. À l'ancien code déontologique de la chevalerie guerrière des premiers temps, fondé sur le devoir d'obéissance au seigneur, de courage et d'efficacité au combat se sont mêlés, issus de l'ancienne idéologie royale, les devoirs de défense du pays et de ses habitants, de protection des faibles, veuves et orphelins, que l’Église a fait glisser des rois aux chevaliers lorsque, à l'époque féodale, le déclin du pouvoir central a révélé la puissance effective des châtelains et de leurs chevaliers. »

— Jean Flori
Pour Montserrat Planelles Ivañez, professeure de philologie française au département de philologie de l'université d'Alicante, la chevalerie présente ainsi une acception plurielle, un terme dont le contenu a évolué au fil du temps :

« Ce (dernier) terme, qui concernait initialement un groupe de guerriers, a fini par dénommer une distinction sociale impliquant la noblesse et par conséquent la générosité, la bravoure et la protection au service de la société, c’est-à-dire, les valeurs qui seront appelées « chevaleresques » surtout à partir du XVIIe siècle, où chevalier désigne un membre de cette catégorie sociale. »

— Montserrat Planelles Ivañez

### Une terminologie floue fondée sur la distinction et le prestige
S'il est difficile de saisir exactement la terminologie médiévale exacte à laquelle renvoie le concept historique de chevalerie, il demeure assez clair que la notion de miles / militia sert à l'origine à distinguer le combattant chevaleresque des autres Hommes d'armes : sergent, écuyer, valet, garçon. Il en va de même pour tout le vocabulaire technique destiné à décrire la réalité matérielle de la chevalerie : guerrier opposé aux piétons, garçons d'armes, sergents d'armes ; l'usage du destrier ou cheval de bataille / palefroi / sommier opposé au cheval roncin ou au courtaud, l'utilisation d'un heaume / helme / bassinet à la place d'un rudimentaire chapel de fer, le maniement de la grande espée et de la dague, l'affichage d'une oriflamme / gunfanun / bane, bannière royale.
La principale difficulté, pour l'étude des prémices de la chevalerie et donc de sa naissance, provient du fait que la formation de la chevalerie comme phénomène social, technique, guerrier, s'observe par le biais d'une multiplicité de termes servant à désigner les combattants des débuts de la féodalité. Nombre de ces termes coexistent ainsi dans les sources : miles qui est le plus fréquent, et qui finit par prendre le dessus sur d'autres termes, vassus, vasseur, vasallus, nobilis, caballarius, parfois composés comme pour vassus dominicus, nobilissimus miles, vir nobilissimus, miles optimus. La diversité de ces termes dans les actes normatifs et les actes de la pratique du début de l'âge féodal, ainsi que dans la documentation littéraire, témoigne avant tout de préférences locales et de traditions terminologiques variées à l'échelle de l'Occident médiéval.
Pour Dominique Barthélémy, la documentation littéraire permet de distinguer plusieurs usages du mot miles : un « sens technique » dans les récits de chevauchées, désignant les guerriers à cheval utilisant la lance pour la charge, et un « sens protocolaire » dans les passages décrivant les rites royaux de la monarchie capétienne. Selon lui pour expliquer la diversité des termes et la difficulté d'identifier ce qui constitue la chevalerie des premiers temps, « il ne faut pas prendre les sources comme de simples reflets, mais saisir toutes les contraintes formelles qui pèsent sur elles, de la langue à la diplomatique. Il faut, d'autre part, reconnaître leur pouvoir symbolique, mais aussi ses limites, dans une société où l'écrit n'a guère l'autorité d'un "titre" ». Il rappelle par ailleurs que le degré de développement de l'État et de l'administration au XIe siècle ne leur permet pas de contrôler la revendication de tels titres et de contrôler leur diffusion. La militia des XIe et XIIe siècles n'a ainsi « rien d'un « grand corps de l’État, ni la discipline, ni le professionnalisme à temps plein. Elle couvre d'un vernis de romanité des relations de type vassalique. À tout le moins, en un temps d'interpénétration du « public » et du « privé », privilégie-t-elle « à tort » le premier aspect. », tandis que « le XIe siècle a connu beaucoup moins une « diffusion du titre chevaleresque » (une appellation, au moins, préexistait clairement et noblement), qu'une révélation de la chevalerie concrète. ».

## Origines antiques de la chevalerie

### À Rome: un ordre social privilégié au service de l'Empire

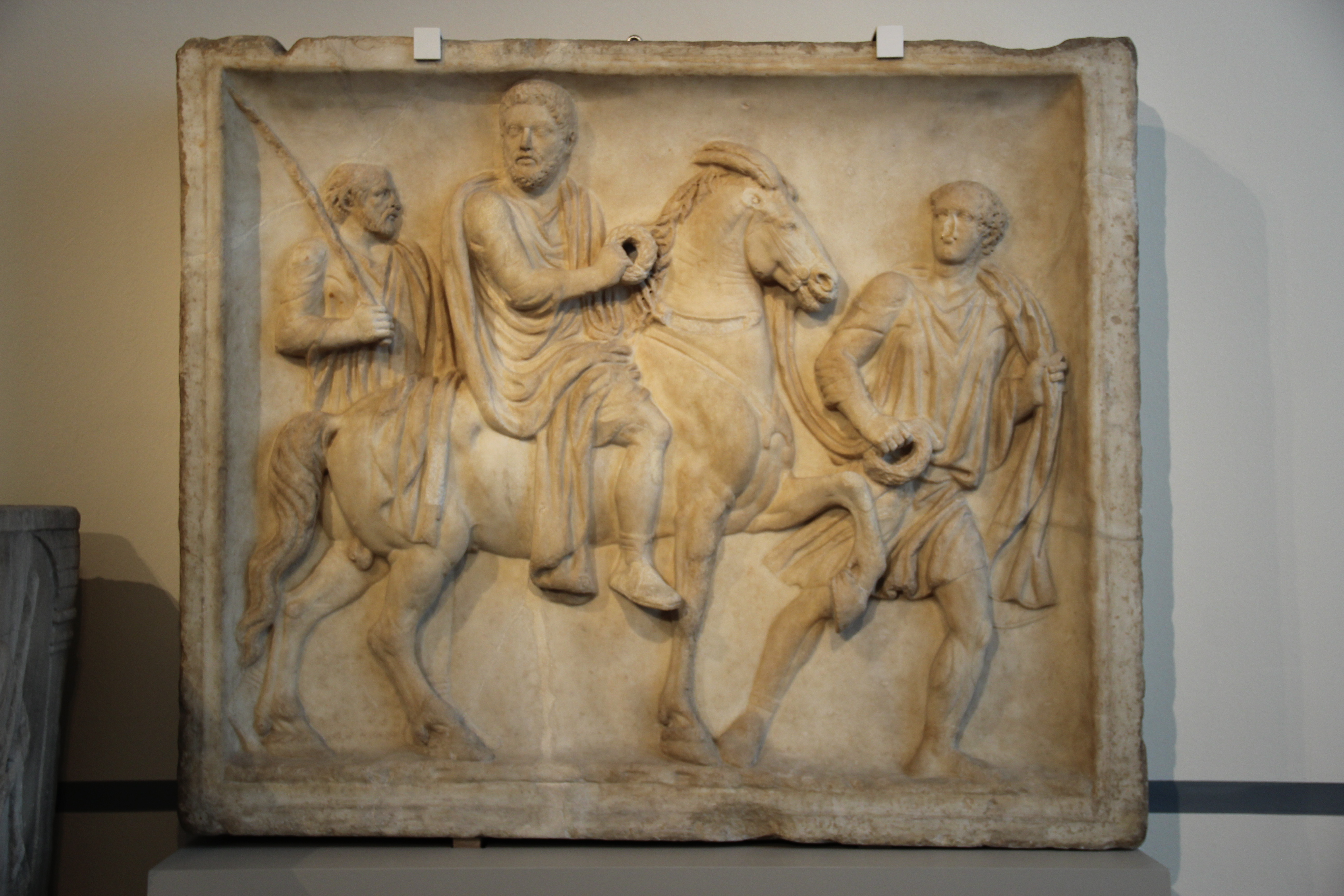
Relief funéraire représentant un chevalier romain (v. 170 apr. J.-C.).

Le principal précédent à la chevalerie médiévale est la chevalerie romaine. Les chevaliers romains constituent à l'époque républicaine une classe censitaire définie par le niveau de richesse le plus élevé de la société romaine, la possession d'un cheval public, la participation à la légion dans les rangs les plus équipés et la participation à la cavalerie romaine sur le champ de bataille. L'appartenance à l'ordo equester permettait à ses membres d'entrer en politique en renonçant au cheval public et en intégrant les cercles sénatoriaux, à l'instar de Pompée le Grand en 70 av. J.-C. À partir de l'époque impériale, ces deux groupes (chevaliers et sénateurs) sont structurés en ordre juridiques définis, en partie héréditaires, les chevaliers disposant d'un cens de 400 000 sesterces embrassant tantôt la carrière administrative, tantôt la carrière militaire, les sénateurs, d'un cens d'un million de sesterces, embrassant la carrière politique (gouvernorat de province, magistratures publiques).
Les points culminants de la carrière équestre étaient, sous l'Empire, les postes de légats d'Auguste propréteurs, les grandes préfectures (préfecture de l'annone, préfecture de la Ville, préfecture du prétoire) en passant par diverses charges administratives au sein du palais impérial, des procurations provinciales, et dans les tribunaux de justice. Les chevaliers romains constituent depuis le IIe siècle av. J.-C. la principale force économique du monde romain, se partageant de nombreux marchés publics par adjudication, affermant les impôts dans diverses provinces.

« Suivant une carrière strictement hiérarchisée, un chevalier doit, avant de parvenir aux affaires, commander des troupes auxiliaires de l’armée romaine pendant près de dix ans. Il peut ensuite briguer la fonction de procurateur et le titre d’homme remarquable (vir egregius). Les procurateurs de l’empereur assurent des fonctions fiscales et administratives d’une grande variété, du recensement à la perception des impôts en passant par le recrutement de gladiateurs et le gouvernement de provinces mineures. La carrière procuratorienne achevée, les chevaliers les mieux en cour accèdent aux grandes préfectures qui leur permettent de gouverner l’Égypte, d’assurer la police ou le ravitaillement de Rome et leur octroie le titre de perfectissime (vir perfectissimus). Enfin, le sommet de la carrière équestre est la préfecture du prétoire qui donne au chevalier, devenu éminentissime (vir eminentissimus), le commandement des cohortes prétoriennes et fait de lui le deuxième personnage de l’Empire. »

— Vincent N'Guyen-Van
Dans l'Antiquité tardive, la rencontre entre l'armée impériale et les forces germaniques fut la source d'un constat d'inadéquation de l'appareil militaire des Romains des premiers siècles de l'Empire. De nombreux auxiliaires utilisaient déjà alors des équipements différents, comme la spatha. Sous Gallien (r. 253-268), on mit en place des corps spécialisés de cavalerie détachés des légions (vexillations). Le recrutement local d'étrangers au service de la légion s'amplifia sous Aurélien (r. 270-275). Les habitudes militaires germaniques finirent, à terme, par s'imposer progressivement dans les pratiques de la légion.
Dans le cadre de l'éclatement de l'Empire romain naît une nouvelle société, celle des royaumes francs et germaniques, fondée à la fois sur les traditions romaines qui n'ont pas disparu et ont été intégrées aux rites politiques, aux langages sociaux, et sur le primat des relations privées d'homme à homme, issues des anciens peuples germaniques. Le rapport parfois étroit entre souverains germano-francs et Église romaine accélère la diffusion de la religion chrétienne au sein des espaces de l'Europe occidentale.

### Les sociabilités guerrières germaniques
Si les chevaliers romains ont longtemps été considérés comme les ancêtres directs de la chevalerie médiévale, l'historiographie contemporaine tend plutôt à voir dans le monde germanique de l'Antiquité et de l'Antiquité tardive les structures sociales, juridiques et les traits culturels les plus proches de la chevalerie médiévale. Les témoignages sur cet espace culturel sont hélas très fragmentaires, partiaux et externes pour l'Antiquité. L'auteur antique qui fournit le plus de renseignement sur le sujet est Tacite. Dans son ouvrage La Germanie, cet historien romain du Ier siècle s'attache à décrire une partie des rituels sociaux, des croyances religieuses et des structures politiques du monde germanique auquel Rome a été confronté lors de son expansion. Il utilise ainsi le terme comitatus, dans son sens générique de suite ou d'escorte, pour désigner une pratique germanique : les chefs sont entourés d'une bande de guerriers qui leur doivent une fidélité complète. Selon lui, il est honteux pour les membres de ce comitatus, de cette bande, de revenir vivants d'un combat où leur chef a péri. On a souvent vu dans ce passage le témoignage d'une organisation sociale et militaire qui serait à l'origine de la féodalité médiévale et des liens de vassalité qui l'organisent.
Tacite décrit de même un rite de passage des Germains marquant leur entrée dans l'âge de la guerre : « Affaires publiques ou affaires privées, ils ne font rien sans être en armes. Mais la coutume veut que nul ne prenne les armes avant que la cité ne l'en ait reconnu capable. Alors, dans l'assemblée même, un des chefs ou le père ou ses proches décorent le jeune homme du bouclier et de la lance : c'est là leur toge, ce sont là les premiers honneurs de leur jeunesse ».
De nombreux liens ont donc été recherchés entre les sociétés du haut Moyen Âge et la description de Tacite afin d'illustrer une continuité de cette institution, en particulier dans le monde anglo-saxon. Steven Fanning a toutefois souligné la fragilité de cette construction historiographique. Il remarque que pas une seule fois le mot comitatus n'apparaît pour désigner une telle institution dans les sources de la période des royaumes anglo-saxons et surtout les exemples avancés pour soutenir l'idée d'une continuité entre la pratique germanique connue par Tacite et le haut Moyen Âge anglo-saxon n'ont pas la valeur qui leur est souvent attribuée : le comitatus anglo-saxon dépeint par l'historiographie moderne est une fiction et n'est pas une description pertinente des cortèges guerriers anglo-saxons. Selon lui, l'interprétation du texte de Tacite a souvent été forcée pour le rapprocher des réalités féodales, sans tenir compte du contexte et des buts propres à l'œuvre de Tacite.
Le comitatus de Tacite a aussi occupé, sous le nom de Gefolgschaft, une place importante dans l'historiographie allemande mais avec des interprétations très divergentes. Au XIXe siècle, le comitatus était présenté comme la preuve d'une organisation germanique égalitaire, puis il fut vu au contraire comme le signe d'une société profondément aristocratique et hiérarchisée, le comitatus devenant sous le régime nazi l'illustration du Führergefolgschaft. On considère en général que le comitatus germanique de la description de Tacite correspond au männerbund mis en évidence par les études comparatistes dans les sociétés indo-européennes.
D'autres éléments issus de la culture guerrière germanique mentionnés par Tacite au sujet des Germains transitèrent et s'implantèrent en Europe occidentale après la disparition de l'Empire romain : la pratique de la faide, vengeance privée fondée sur le partage des inimitiés au sein des familles, le wergeld, ou la possibilité de racheter un crime en or, etc... La Germanie décrite par Tacite n'est cependant pas la même que celle de l'Antiquité tardive : il faut en effet attendre plusieurs siècles pour que les Germains, principalement les Francs et les Alamans, les Suèves et les Vandales, pénètrent durablement le monde romain, pour s'y implanter.

### Le rôle du cheval et son utilisation guerrière
De nombreux auteurs ont souligné la force de continuité qui réside dans la pratique de la guerre à cheval et la constitution de groupes de combattants d'élite montés, servant dans la cavalerie de guerre des grands royaumes et empires antiques. F. Cardini identifie ainsi chez les Scythes et chez les Sarmates, ainsi que chez les « peuples des steppes » les « racines lointaines de la chevalerie médiévale ». Le monde celtique et la Germanie antiques ne sont pas en reste et témoignent eux-aussi d'une forte symbolique sociale de la possession du cheval chez les élites. Ces groupes culturels mettaient en effet particulièrement en avant le cheval, l'exploit guerrier personnel, éléments de base qui constituèrent plus tard les bases de l'idéologique chevaleresque. Du monde hunnique aux confins germaniques du monde romain, de nombreux peuples comme les Goths pratiquent ainsi l'inhumation rituelle du cheval comme accompagnement funéraire des membres de l'aristocratie. La mise en scène, dans le vivant comme dans la mort, du cavalier lourdement armé concentre alors des attributs qui tendent à le présenter comme inexorable, invincible au combat.
Le monde germanique montre, dès le IIIe siècle apr. J.-C., des traits proches de ce qui se retrouva par la suite dans le monde médiéval : sacralisation rituelle des cavaliers, du cheval, exaltation de la grande épée de fer érigée en marqueur social. Paradoxalement, dans les sources de l'Antiquité tardive, la réputation de ces guerriers est cependant plutôt celle d'excellents piétons que celle d'excellents cavaliers. La ressemblance entre monde germanique tardo-antique et chevalerie médiévale doit à ce titre être pondérée et remise dans le contexte d'évolution des pratiques militaires. Ammien Marcellin, historien romain du IVe siècle, évoque même l'idée que tout aussi habiles que furent les cavaliers germains, ils n'étaient pas de taille en combat singulier face aux clibanarii et aux cataphractaires romains et devaient ainsi démonter de cheval et se battre à pied pour faire un usage optimal de leur force. Il arrive même que des Germains dénoncent l'usage du cheval dans l'aristocratie : ainsi, les protestations des piétons Alamans face à la suite du roi Chnodomaire en 357, accusant les cavaliers de pouvoir fuir plus facilement en cas de revers.
Si les héritages germaniques ont un rôle déterminant dans le substrat idéologique qui donne naissance à la chevalerie médiévale, il ne se sont pas transmis selon une droite lignée unique, et Dominique Barthélémy souligne que les antiques Germains ne sont pas les seuls ancêtres de la chevalerie médiévale, née, selon lui, de la fusion de traditions portées par des familles des élites romaines, germaniques, gallo-romaines, gallo-germaniques, constituant la société du haut Moyen Âge occidental.

### La sacralisation des épées
La sacralisation de l'épée est attestée chez les Alains notamment, chez lesquels on fichait parfois une épée en terre lors de pratiques rituelles : l'épée était affublée d'une origine merveilleuse, d'une personnalité, d'un nom, et on jurait et prêtait des serments sur elle. Dans les mythes et épopées liées à la chevalerie, élaborés au cours du Moyen Âge central, certaines d'entre elles sont même façonnées par des forgerons mythiques, comme celle que reçut Geoffroy Plantagenêt en 1127 ; certains autres souverains et chevaliers de chansons manièrent des épées aux noms légendaires : « Joyeuse », « Excalibur » ou « Durendal ». Le christianisme récupéra par la suite ce rite à sa façon, par le biais de l'insertion rituelle de reliques dans les poignées et pommeaux d'épées. Le fond d'origine de certaines pratiques rituelles et symboliques de la chevalerie médiévale se situe donc dans les pratiques magico-religieuses de la fin de l'Antiquité.

## Naissance de la chevalerie à l'époque médiévale

### Époque franque et mérovingienne
L'installation de nombreuses populations germaniques dans le monde romain occidental a pour conséquence de transformer non seulement une partie des pratiques militaires, mais aussi un certain nombre de pratiques socio-culturelles du quotidien : le droit, les statuts juridiques personnels, les coutumes funéraires. La présence des armes dans les rites funéraires francs et germaniques est un des grands changements de traditions en regard des pratiques mortuaires romaines, qui privilégiaient l'incinération des morts et ne donnaient pas d'importance symbolique à l'éclat des armes déposées auprès des morts. Dans les coutumes germaniques et franques, au contraire, la présence des armes aux côtés du mort constitue un marqueur de statut particulièrement important, qui est attesté au moins jusqu'à la fin du VIe siècle apr. J.-C. Les sources du début du Moyen Âge, à l'époque mérovingienne, font souvent la part belle à l'éclat des armes des premiers souverains barbares d'Occident, mais font aussi l'éloge de la douceur, de la justice, de la sagesse de ces souverains qui reprennent à leur compte des traditions politiques venant des deux mondes, germanique et romain.
L'époque mérovingienne et franque est donc marquée par des idéaux politiques et des modèles de vertus qui préfigurent d'une certaine façon les valeurs chevaleresques ultérieures. Dominique Barthélémy note d'ailleurs que les auteurs hostiles aux souverains de la troisième génération mérovingienne, comme Grégoire de Tours, font montre d'un jeu de miroir entre un idéal de vertu guerrière et politique et un contre-modèle pétri de barbarie et de violence incontrôlée, mû uniquement par le droit de faide et la vengeance obstinée. Il faut finalement attendre plutôt le VIIe siècle et la naissance de la royauté carolingienne au VIIIe siècle pour que de nouveaux idéaux de comportement du souverain se fassent jour, au gré de la christianisation des monarchies franques : défense des faibles, équité, justice, protection des pauvres, condamnation de l'homicide entre chrétiens, recul de la "vengeance germanique".
Selon Dominique Barthélémy, on peut aussi voir dans certains rituels sociaux mérovingiens les prémices de l'adoubement tel qu'il se développe plusieurs siècles plus tard : on peut ainsi mentionner la remise de la lance et du bouclier à Childebert II par Gontran qui le désigne comme son héritier, en 580, sous la forme d'un rite d'alliance entre parents, en guerre contre Chilpéric. Le renouvellement de ce vœu est d'ailleurs fait publiquement en 585, après la mort de leur ennemi. Cet adoubement à la mérovingienne se retrouve plus tard au VIIe siècle, lorsque la plupart des souverains mérovingiens sont jeunes, mineurs, et passent par une cérémonie de remise des armes par leurs aînés, permettant de revêtir l'habit et le rôle d'un guerrier entré dans l'âge adulte. Le don ou la confiscation des armes occupent ainsi une place prépondérante dans le façonnage des identités militaires mérovingiennes, comme cela fut le cas dans les pratiques de la chevalerie à l'époque féodale.

### Époque carolingienne
Les habitudes chevaleresques qui se sédimentent et se définissent à partir du XIe siècle puisent directement leurs racines dans les siècles carolingiens, où naît progressivement la figure du chevalier classique, des combattants preux, emplis de piété, du service pour le faible, et de courage guerrier. En effet, le monde carolingien cultive, sur le mode de l'identification au monde romain, l'idéalisation du cavalier - pétri de bravoure militaire, fort de l'entraînement individuel le plus poussé, mû par le service aux autres.
Un des cœurs de naissance de l'éthos chevaleresque dans le monde carolingien est en particulier la Francie, où les soldats à cheval de la cavalerie de Charlemagne constituent rapidement un modèle de corps militaire dévoué, redoutable, noble et auréolé de gloire. L'époque carolingienne est en effet celle de la transformation de l'aristocratie franque et du développement de la cavalerie lourde, grâce aux évolutions de l'armement offensif et défensif et - en partie seulement - grâce à l'introduction de l'étrier. En outre, les idéaux moraux connaissent une évolution de fond : la mise en valeur d'un tempérament de justice et de piété remplace la férocité franque. L'accent est désormais aussi mis sur la soumission au roi et aux comtes, sur la nécessité du service au peuple, plutôt que sur la lutte pour son honneur privé.
C'est au IXe siècle carolingien que les termes de miles et de militia connaissent un premier fleurissement dans les sources écrites. Ils entrent en concurrence avec d'autres termes, comme vasseur, vassus, jusqu'à les effacer complètement vers les années 980 - 1050. Le régime carolingien, fortement teinté de morale chrétienne, déploie alors des rituels politiques et des institutions régulières plus stables : palais royaux et impériaux, plaids publics, ost royal, lois et capitulaires, expansion militaire et unification du monde franc, sont autant de facteurs qui permettent aux guerriers de discipliner leurs pratiques, d'introduire la défense de l'Église - alliée par excellence de la couronne impériale - comme une nécessité.
Charlemagne peut alors lever, vers 800, environ 35 000 cavaliers en Francie, pour 100 000 fantassins, ce qui correspond aux proportions observables à l'époque des croisades. Les cavaliers sont alors ceux qui sont réputés posséder 12 manses, soit l'équivalent d'une petite seigneurie d'un notable local, lié à un grand laïc ou un abbé à qui il sert d'escorte militaire, en échange d'armement de qualité. La cavalerie carolingienne est encore bien différente de la chevalerie classique au niveau de son équipement : le blindage complet du cheval et des combattants n'est pas à l'ordre du jour, pas plus que la charge totale à la lance.
Les principales évolutions de l'équipement tiennent au développement du casque, le heaume, qui se renforce et se perfectionne ; la broigne composée de cuir doublé de plaques de métal rivetées ou lacées, se raffine, devient sujet de capitulaires interdisant leur exportation. La protection des jambes (jambières de fer), des bras (brassières) se développe aussi. Du point de vue de l'armement offensif, la fabrication des épées connaît un fort raffinement et un perfectionnement. Les épées longues, de 90–100 cm, se développent, dotées de lames longues, effilées, destinées à achever les ennemis, elles complètent désormais le glaive court, de 65–80 cm qui équipait jusque lors les guerriers francs.
Le prix de cet équipement est cependant très élevé, et pour se maintenir au niveau, la plupart des guerriers carolingiens de haut rang se doivent de continuer de fréquenter les cercles du pouvoir local, afin d'y entretenir des relations économiques fructueuses : le cavalier, qui a le statut de vassal, reçoit en effet entretien et protection de la part de son seigneur. Cette époque voit le développement des serments de fidélité et de sociabilités militaires nouvelles : il faut être agréable et doux avec ses compagnons de vassalité, les commilitiones mentionnés par Dhuoda dans un petit manuel éducatif qu'elle écrit pour son fils vers 840.
Les conquêtes carolingiennes, qui battent alors leur plein aux VIIIe et IXe siècles, furent l'objet d'une mise en récit et en épopée au XIIe siècle : elles formèrent alors un corpus littéraire particulièrement fécond pour l'idéologie chevaleresque du Moyen Âge central : les actes - fictifs - du valeureux Roland, du traître Ganelon, de Charlemagne, et d'autres preux, deviennent une source d'inspiration pour leurs lointains devanciers de l'époque capétienne.

### Début de l'époque féodale

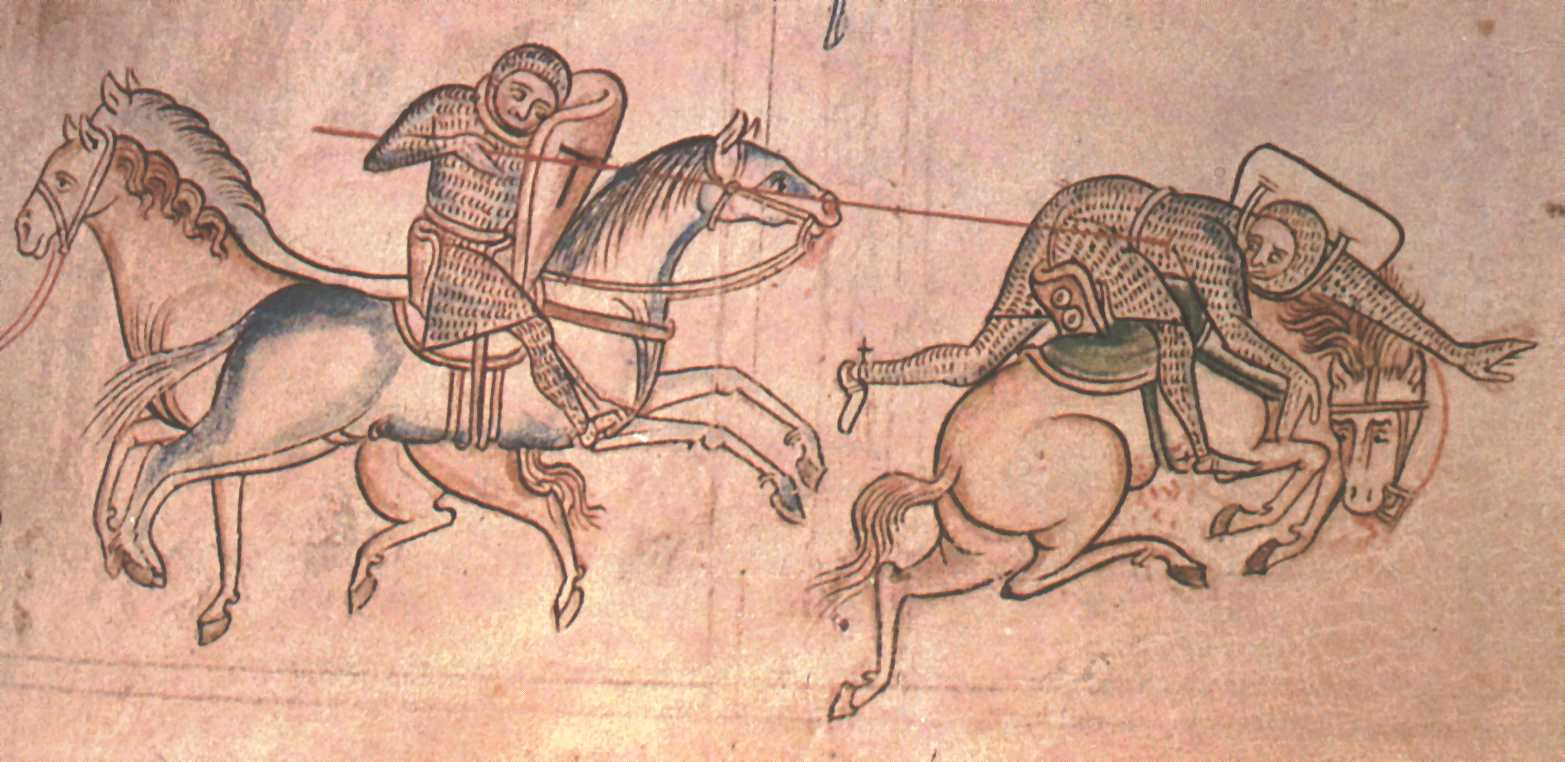
Illustration du combat monté à la lance, typique de la chevalerie médiévale. Sur cette image, Richard le Maréchal désarçonne le comte Baudoin III de Guînes lors de la Bataille de Monmouth en 1233 - Manuscrit enluminé de lHistoria Major de Matthieu Paris, Cambridge, Bibliothèque du Corpus Christi College,, MS 16, fol. 88r.

La fin du IXe siècle marque le début de l'époque féodale : la mort de Charles le Gros, en 888, marque la fin de l'unité de la Francie sous l'égide des Carolingiens. De nombreuses principautés et dynasties (rollonides, bosonides, hugonides, ramnulfides, robertiens, réginarides, etc.) émergent dans l'ancien empire, les royautés se désagrègent et perdent peu à peu le contrôle territorial qui leur venait des structures provinciales romaines, au profit du développement des autorités locales. Les nouvelles figures de l'autorité locale sont les seigneurs, clercs et laïcs, et leurs vassaux, qui gravitent autour des comtes et des principautés régionales.
La multiplication des dynasties locales et des seigneuries marque le début d'un âge de l'enchâtellement (multiplication des fortifications urbaines et des places fortes), caractérisé par la hausse de la conflictualité, les guerres de voisinage, les conflits privés entre seigneurs. L'hérédité des seigneuries se met en place et va de pair avec un ancrage sur le long terme des lignages de propriétaires terriens. Toujours fortement marqué par les structures idéologiques de la société carolingienne, l'âge de la féodalité n'est pas pour autant synonyme d'anarchie : les relations vassaliques et l'ancrage croissant de la chrétienté participent pleinement à l'encadrement des hommes et des espaces. Le service des armes et la participation à la guerre sont désormais liés aux sollicitations des seigneurs qui mobilisent leurs vassaux : les liens de fidélité, les serments d'homme à homme, définissent le cadre dans lequel les combattants, plus ou moins aisés, équipés, entraînés et spécialisés, font de la guerre une activité régulière pour honorer la fidélité dont à laquelle ils se sont engagés.
La production écrite n'est pas en reste et témoigne de l'avènement d'une nouvelle figure sociale, plus nettement identifiée dans les sources : le chevalier, combattant serviable et loyal, parfois turbulent et indomptable, qui gravite autour des ducs et des seigneurs.
À la fin du Xe siècle et au début du XIe siècle, on observe dans la langue écrite une transformation terminologique, voyant le triomphe sémantique du miles sur ses concurrents, vasseur et vassus. Ces mots servent désormais à désigner non seulement une position sociale mais surtout une catégorie spécifique de combattants : miles, chevalier, ritter, knight, autant de termes qui triomphent dans les usages courants (chartes, actes privés et chroniques) pour créer une séparation entre les chevaliers et les autres hommes. Les auteurs de chartes et de documents normatifs ressentent ainsi la nécessité de formuler dans l'écrit une nouvelle catégorie sociale, soit que celle-ci préexiste suffisamment, soit que la pratique des textes tend désormais à faire figurer ces informations statutaires.
Le titre prend d'abord une dimension militaire. La vocation des chevaliers était le combat : les évolutions des pratiques de guerre à la fin de l'époque carolingienne avaient consacré progressivement le primat du cavalier lourd et du soldat lourdement armé, spécialiste, chèrement équipé, sur le champ de bataille. Le cheval occupe une place centrale dans cette panoplie de guerre nouvelle. Entre progrès de la technologie du harnois, de l'étrier, et naissance de l'escrime à la lance montée, la supériorité technique des cavaliers lourds s'impose nettement au XIe siècle, creusant d'autant plus le fossé socio-technique entre chevaliers et piétons classiques. Les chevaliers constituent dès lors une clientèle de combattants professionnels qui gravitent autour d'un grand, un seigneur féodal, dont le nombre va croissant au gré de la féodalisation de la société et de la mise en place d'un réseau castral important en Europe occidentale. La pratique des armes libérait par ailleurs les détenteurs d'une telle charge de certaines taxes qui pesaient sur le travail de la terre.
À la fin du Xe siècle, la montée en puissance de l'idéologie de la paix de Dieu impose de séparer, en l'espèce, les inermes, les hommes dépourvus d'armes, des armés, accusés de propager la violence et le désordre : on imposa progressivement à ces miles de prêter des serments de protection, de lier leur pratique des armes à une éthique de la violence bien délimitée, afin de protéger les plus fragiles. La chevalerie en gestation se retrouve alors autour de privilèges fiscaux, les préservant des exactions seigneuriales, et de devoirs militaires encadrés par une forme de code de conduite.

### Statut social et économique
Le statut socio-économique de la chevalerie et des chevaliers est difficile à saisir. Même si les romans courtois désignent la chevalerie comme un « Ordre » (ordo) constitué, la chevalerie est socialement composite et est formée d'un personnel aux origines variées. Elle entretient d'ailleurs des rapports assez complexes et fluctuants avec la « noblesse » (l'aristocratie) franque et capétienne. La noblesse au Moyen Âge n'est en effet pas encore un statut ou un privilège mais une « qualité d'intensité variable », selon George Duby : elle n'est alors réglementée par aucune forme de texte normatif. Nobilis est alors avant tout un adjectif : on peut être plus ou moins noble ; alors que miles est un substantif : on est chevalier ou on ne l'est pas.
Tous les chevaliers n'étaient cependant pas des guerriers à plein temps : la plupart d'entre eux font partie de la paysannerie propriétaire aisée, dégageant des surplus et faisant exploiter une partie de leur terre par d'autres, et participent à la naissance de l'économie féodale. Les chevaliers-paysans, cultivateurs et combattants occasionnels, sont nombreux autour de l'an mil, vivant en groupe dans de grosses maisons fortes. Le chevalier se doit de fréquenter son suzerain et d'adopter un train de vie presque similaire tout en restant moins fastueux, et est souvent lui-même seigneur d'une terre modeste, qui lui assure un revenu foncier cependant suffisant pour entretenir et payer son équipement. Les chevaliers sont donc, pour beaucoup, dans une position économique favorisée, si ce n'est très favorisée. S'il existe des chevaliers peu argentés et ne roulant pas sur l'or, ils occupent, quoi qu'il arrive, les strates les plus élevées et les plus privilégiées de la société médiévale.
Quelles que soient les origines du chevalier, la vie chevaleresque et le mode de vie militaire a un prix économique de plus en plus important au cours du Moyen Âge. Au XIIe siècle, les équipements de base du chevalier (cheval, soin à l'écurie et alimentation, sellerie, heaume, haubert, épée et bouclier), ainsi que son entretien, représentent le revenu annuel d'une propriété terrienne de 150 hectares. Trois siècles plus tard, l'équipement nécessaire engloutit le produit du travail de plus de 500 hectares.

### Chevalerie et noblesse: une hérédité construite au cours du temps
À l'origine, la chevalerie n'est pas exclusivement synonyme de noblesse, mais elle en devient l'expression de sa force armée au cours du second Moyen Âge. Avant le XIe siècle, la plupart des grands seigneurs et princes mènent sur le champ de bataille leurs guerriers, et ne s'intitulent pas eux-mêmes chevaliers. Cette dénomination apparaît plus tardivement, traduisant une militarisation de la société, ainsi que la mise en valeur accrue de la fonction guerrière et l'essor de la chevalerie. Pour le philosophe et alors pressenti évêque de Chartes, d'origine anglaise, Jean de Salisbury (v. 1115-1180), les chevaliers sont les « mains armées » du prince : ils doivent combattre pour faire régner son ordre sur ses terres.
Les rapports entre ces deux groupes, chevalerie et noblesse, évoluent au fil du temps. Aux XIe et XIIe siècles, la plupart des hommes d'armes montés sont au service des princes et de leurs suzerains ; ils ne font cependant pas partie de la noblesse, à laquelle ils aspirent pourtant par le truchement de mariages hypergamiques, d'alliances économiques et politiques, ainsi qu'en récompense d'importants services rendus, à la guerre ou non. La chevalerie a donc été pour certains hommes du début du XIe siècle un ascenseur social, permettant d'intégrer les rangs les plus privilégiés de l'aristocratie. Une fois l'agrégation entre cette chevalerie et la noblesse consommée, moins d'un siècle après, cet effet d'ascenseur social se tarit fortement. La noblesse s'intéressant de plus en plus à la chevalerie, à laquelle elle s'assimile, en exaltant désormais ses valeurs comme définitoire de leur statut supérieur, elle s'érige en un ordre plus fermé, dans lequel on ne peut pas faire irruption par la simple force de son courage guerrier.
Au XIIIe siècle, la noblesse tend ainsi progressivement à réserver à ses fils l'entrée en chevalerie : progressivement, des lois et édits interdisent l'adoubement de jeunes hommes non-nobles, sauf dérogation accordée par le souverain. À la même époque, des législations royales de France, d'Allemagne et d'autres royaumes d'Europe disposent que l'on ne peut accéder à l'honneur chevaleresque que si l'on est soi-même de lignée chevaleresque, figeant dans le droit et dans l'hérédité une situation socio-technique qui faisaient des familles les plus privilégiées les détentrices de la force armée. Vers 1250, chevalerie et noblesse en viennent alors à se confondre progressivement. Tous les nobles, à quelques exceptions près, sont « faits chevaliers » au cours de leur jeunesse et de leur formation aux armes, mais tous les chevaliers en titre ne sont pas nobles ni seigneurs pour autant. La situation s'inverse ensuite, après le XIIIe siècle : dès lors tous les chevaliers sont nobles à quelques exceptions près, mais tous les nobles ne se font plus chevaliers. Aux XIVe et XVe siècles, les adoubements de noble se raréfient. Puis, tout à la fin du Moyen Âge, la noblesse héréditaire se passe progressivement assez largement de la chevalerie : de plus en plus de nobles ne revêtent ainsi aucune fonction militaire.
Les chevaliers de la fin du Moyen Âge et du début de l'époque moderne sont, pour beaucoup, les cadets célibataires et sans héritage, voire les bâtards reconnus par un père noble, seuls les fils aînés héritant alors.

### Influences de lafurûsiyyaarabe
La chevalerie chrétienne occidentale n'est pas la seule à se développer dans les siècles centraux du Moyen Âge. On considère traditionnellement qu'une partie des valeurs morales et chevaleresques, ainsi qu'une partie de la littérature latine consacrée à la chevalerie à partir du XIIe siècle est fortement influencée par la littérature arabo-musulmane d'Espagne, qui se développe à partir du VIIIe siècle sous l'égide du califat Omeyyade de Cordoue.
La furūsiyya naît et s'épanouit depuis l'Orient dans la deuxième moitié du VIIe siècle, en Arabie, puis connaît un fort développement au IXe siècle dans le monde islamique sous l'impulsion des milieux militaires d'Asie Centrale et du Khorassan dont l'importance va grandissante dans l'Empire abbasside en voie de militarisation accrue. Elle a pour ambition principale de perpétuer les traditions hippiques irano-sassanides, sur lesquelles les califes abbassides s'appuyaient pour former l'élite de leur armée. Elle mêle, dès ses origines, les héritages de la culture de cour sassanide, les pratiques équestres de la noblesse sassanide (la chasse, le polo…), les théories militaires des tacticiens et stratèges grecs et byzantins, y intègre la jeune poésie arabe et les valeurs portées par les fawāris (« chevaliers ») arabes préislamiques.
Dans la culture arabe classique, le chevalier, Fáris (فارس), doit être un homme maîtrisé, baigné de dignité, d'éloquence, de douceur, sachant monter à cheval, il doit avoir des talents artistiques, il doit jouer de la musique et maîtriser les armes avec habileté. Les origines de la chevalerie arabe remontent à l'établissement du califat abbasside en Irak pendant la seconde moitié du VIIIe siècle. L'art de la furûsiyya se ramifie progressivement en une furûsiyya supérieure (al-ulwiyya) qui se pratique sur le cheval, et une furûsiyya inférieure (al-sufliyya) qui se pratique à terre. La furûsiyya est le propre des guerriers et des pratiquants de la guerre (al-harbiyya) et le propre de la noblesse arabe (al-nabilah). Le Furûsiyya al-nabilah, chevalerie des nobles arabes qui entourent les califes, regroupe les concepts de shaja'a (courage), shahama (galanterie), muruwwa (virilité) et sakha (générosité). Cet idéal se rapproche fortement du chevalier noble romanesque, homme de cour, de raffinement, pratiquant l'amour courtois et les arts en prime de son engagement militaire.
L'art de la furūsiyya formait une culture se rapportant à l'ensemble des techniques et pratiques entourant la guerre, ou étant susceptible de servir aux guerriers : volerie, chasse, recettes du feu grégeois, façon de monter à cheval, escrime. L'intégration et la connaissance de ces pratiques étaient des signes distinctifs d’une élite militaire de cavaliers, qui irriguait l'ensemble du champ social du monde islamique. En plus de revêtir une dimension technique, la formation du guerrier islamique se devait d'être aussi religieuse et morale : la furūsiyya était donc aussi fortement marquée par un accent religieux dont elle ne se départit jamais. S'effaçant un temps à partir du Xe siècle, la furūsiyya connaît une forte poussée et une remise en avant au XIIe siècle, en réaction à l'irruption des armées croisées en Orient : dans ce cadre, les pouvoirs locaux des provinces levantines et syriennes du domaine abbasside mènent un réarmement moral, dont le pivot était le djihad. Ces pouvoirs mirent progressivement en place des armées semi-professionnelles, puis professionnelles, notamment chez les Ayyoubides puis chez les Mamelouks, afin de faire face aux États latins d’Orient et aux attaques mongoles du XIIIe siècle.
Une exposition consacrée aux liens entre chevalerie arabe et chevalerie occidentale s'est tenue au Louvre Abu-Dhabi, du 1er juillet 2020 au 18 octobre 2020. Coorganisée par le musée de Cluny - Musée national du Moyen Âge et le musée du Louvre, cette exposition proposait d'explorer un sujet souvent méconnu, en dressant un panorama de la culture chevaleresque médiévale. Les commissaires de l'exposition présentaient ainsi les liens étroits et souvent oubliés entre les deux mondes.

« L’art des cavaliers d’élite, la furûsiyya en Orient, la culture chevaleresque en Occident, nés parallèlement vers les VIIIe – XIe siècles et puisant à des sources en partie communes, ont tissé tout au long du Moyen Âge des liens multiples, encore largement méconnus. Ce ne sont pas seulement les principales armes défensives ou offensives, mais aussi les valeurs et les ambitions, les substituts et les formes parallèles à l’affrontement guerrier, les épopées, romans et poèmes mêlant récits de prouesses au combat et d’aventures amoureuses que l’exposition propose de mettre en regard. »

— Elisabeth Taburet-Delahaye et Michel Huynh
Les objets présentés dans l'exposition sont issus d'un vaste espace comprenant Proche et Moyen-Orient, Irak, Iran, Égypte, ainsi que l'Europe occidentale, notamment la France et les pays germaniques, en accordant une attention particulière aux centres qui furent lieux de rencontres pour les cultures chevaleresques médiévales, notamment le sud de l'Espagne, la Sicile et la Syrie.
Pour Souraya Noujaim, directrice scientifique de l'exposition, responsable des collections et des expositions du Louvre Abu-Dhabi :

« Prenant leurs sources dans des valeurs similaires –le courage, l’honneur, la discipline et la foi – la furūsiyya orientale et la chevalerie occidentale exigeaient les mêmes aptitudes, à la fois physiques, sportives, religieuses et intellectuelles. […] Par-delà la guerre et les joutes, l’exposition se propose d’éclairer le développement de la culture de la chevalerie en lien avec les mutations de la société médiévale –à travers la littérature, la musique et les arts, au fil d’une exposition intellectuellement stimulante et visuellement captivante. »

— Souraya Noujaim

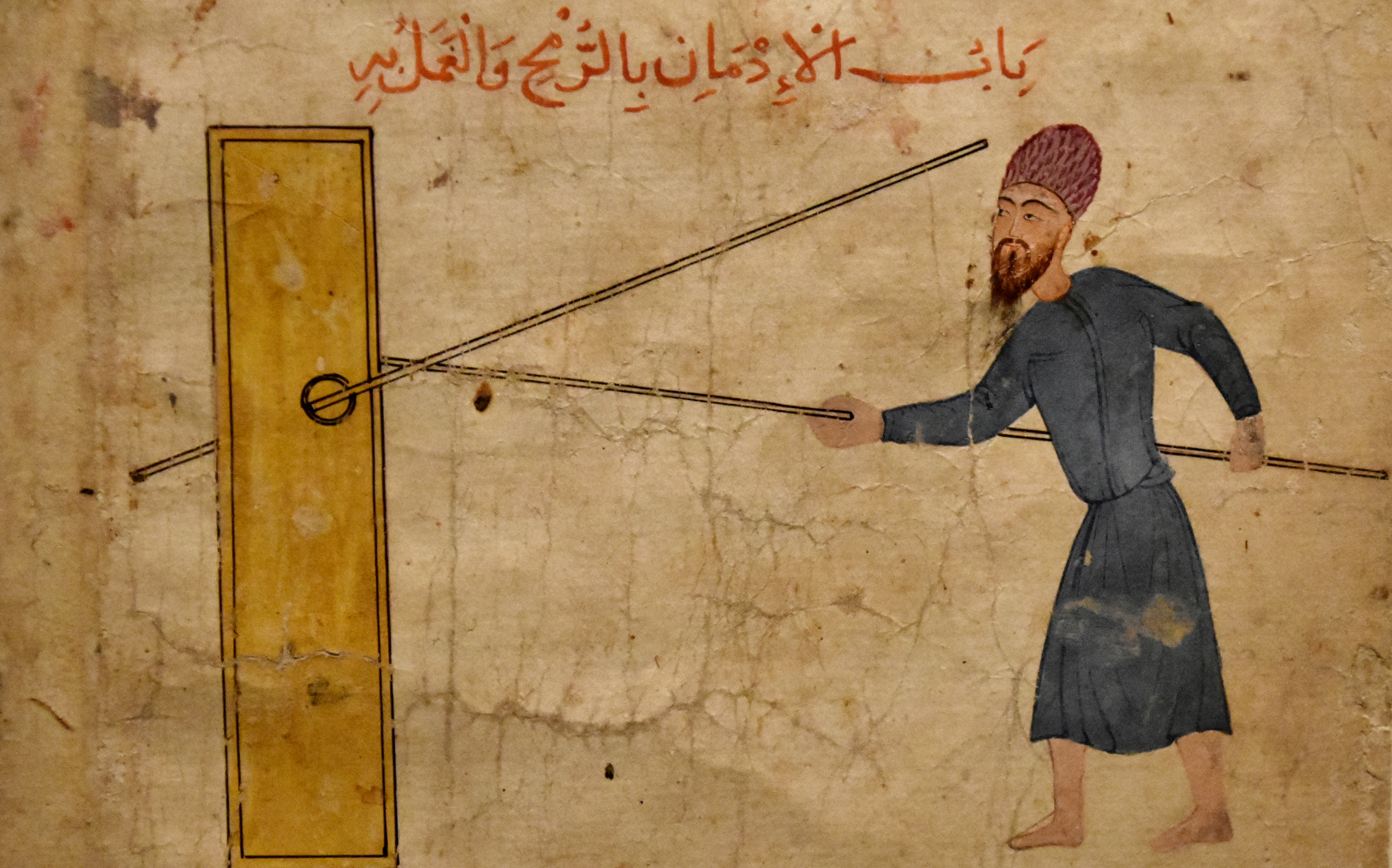
L'entraînement à la lance dans un manuel de chevalerie mamelouk (The David Collection Inv. nr. 19/2001, c. 1500).
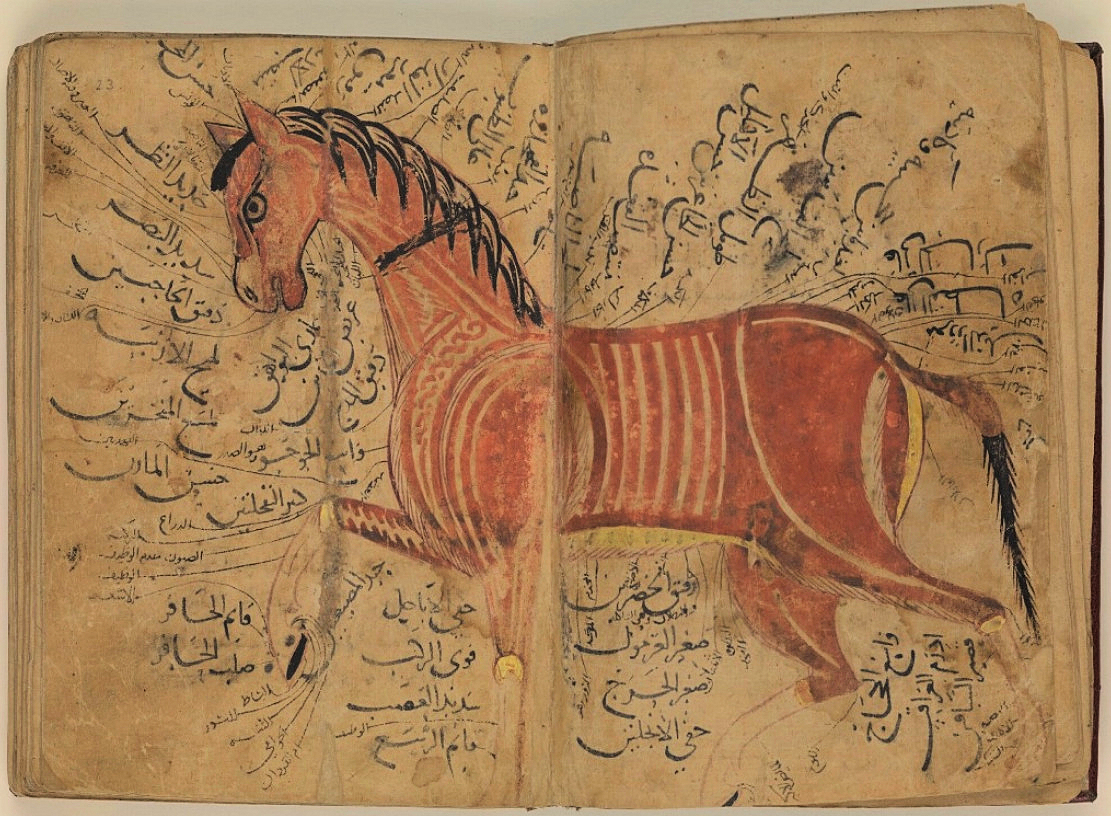
Les "bons points" et éléments à retenir pour élever des chevaux de guerre, double page illustrée du Kitāb al-bayṭara, par Aḥmad ibn ʿAtīq al-Azdī (XIIIe siècle).
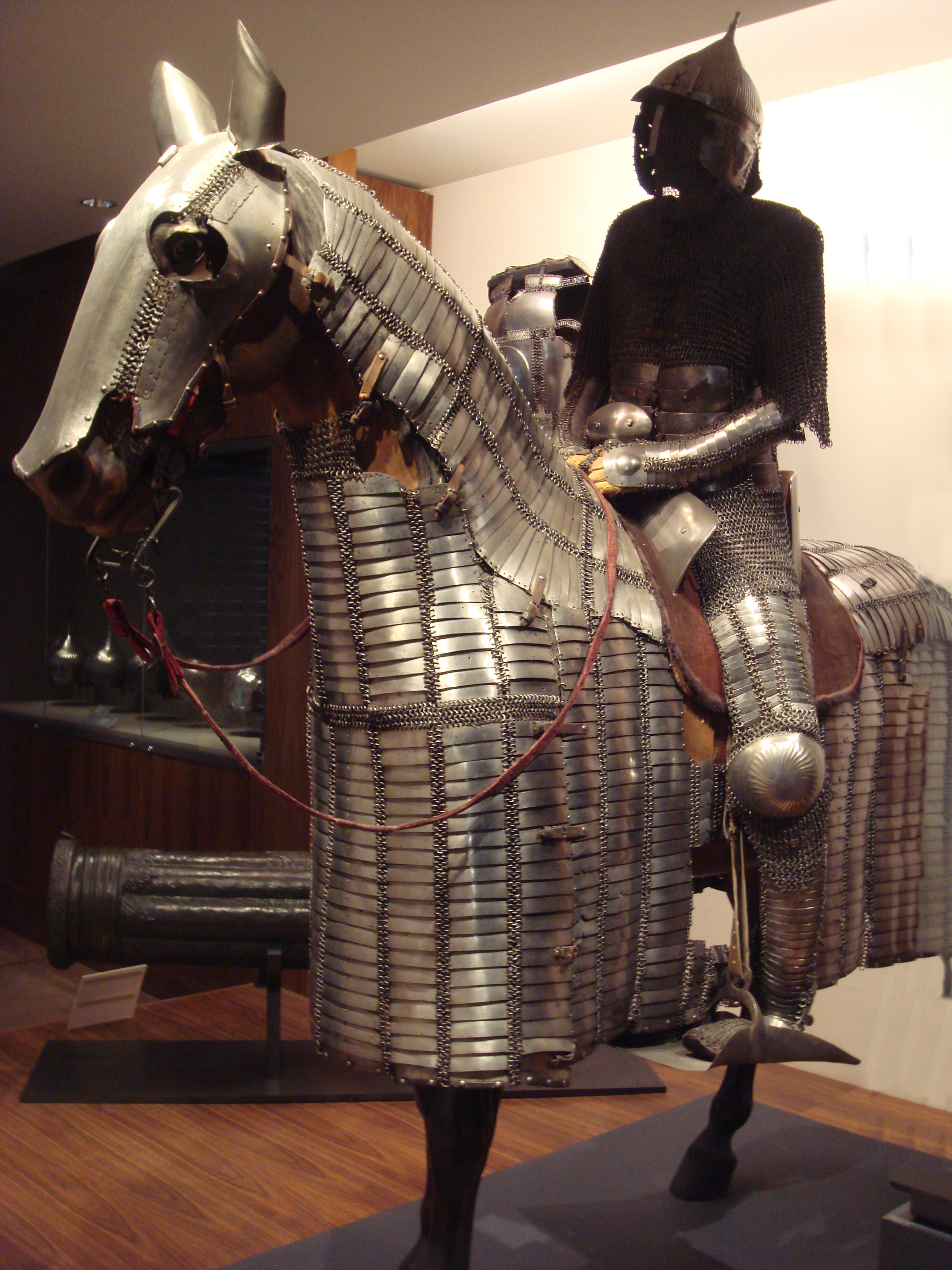
Une panoplie de guerre pour un cavalier mamelouk du milieu du XVIe siècle et sa monture caparaçonnée, fabriquée en Égypte vers 1550 ; Musée de l'Armée, Paris, France.

## Chevalerie et chrétienté: des relations complexes

### Un rejet initial de la violence
Aux origines de la chrétienté, l'idée de service militaire est profondément incompatible avec la doctrine religieuse. Le serment militaire de la légion romaine, associé au culte de la figure agissante de l'empereur, sont perçus par les auteurs chrétiens comme de l'idolâtrie. Les premiers chrétiens rejettent assez massivement le service militaire et la participation passive ou active à des actes de guerre ou de violence. Ils refusent d'assister aux jeux du cirque ou de condamner à mort. L'Église des premiers temps juge incompatible la profession de soldat avec l'état de chrétien. Bon nombre de martyrs le furent d'ailleurs car ils refusaient de faire leur service militaire. Au IVe siècle, avec la conversion progressive des souverains romains, la transformation du christianisme en religion licite, et a fortiori en religion du pouvoir, l'antimilitarisme des premiers temps devient suspect, voire critiqué. Ainsi, le synode d'Arles en 314 condamne ouvertement les fidèles refusant de se battre et jetant leurs armes en temps de paix, les incitant ainsi à effectuer leur service militaire en tout temps. L'acculturation religieuse et politique des peuples germaniques entrés dans l'Empire consacre le rapprochement entre service de la Cité de Dieu et pratique des armes : lutter contre les barbares païens devient un devoir.

### Naissance de l'idéal du milicien chrétien
Les premiers textes défendant la vocation chevaleresque et l'établissement d'une classe de combattants dont le rôle serait de défendre la chrétienté et de se battre pour Dieu se développent à partir du Xe siècle, dans le cadre de la féodalisation progressive de la société médiévale, ainsi que de l'accélération de la christianisation. La Vie de Saint Géraud d'Aurillac, rédigée par Odon, second abbé de Cluny, dans les années 930, fait ainsi mention de l'utilisation légitime de l'épée et de la violence contre l'ennemi du Christ, dont il faut défendre l'Église. La notion de miles Christi commence alors à se répandre.
À la même époque, malgré le mouvement de la Paix de Dieu, l'Église adopte progressivement une position plus tolérante à l'égard de la guerre pour la défense de la foi, embrassant la pratique de la « guerre juste » ; des cérémonies de bénédiction des épées des combattants se développent, ainsi que des immersions rituelles de chevaliers pour se purifier de la violence et du sang versé, afin de recevoir l'onction de Dieu. L'idée d'une chevalerie compatible avec la vocation chrétienne naît alors du mariage entre pratiques militaires héritées du monde antique et germano-franc et vocation de défense du Christ et de son enseignement à travers le monde, sur le modèle des héros de l'Ancien Testament.

### Le rôle des croisades

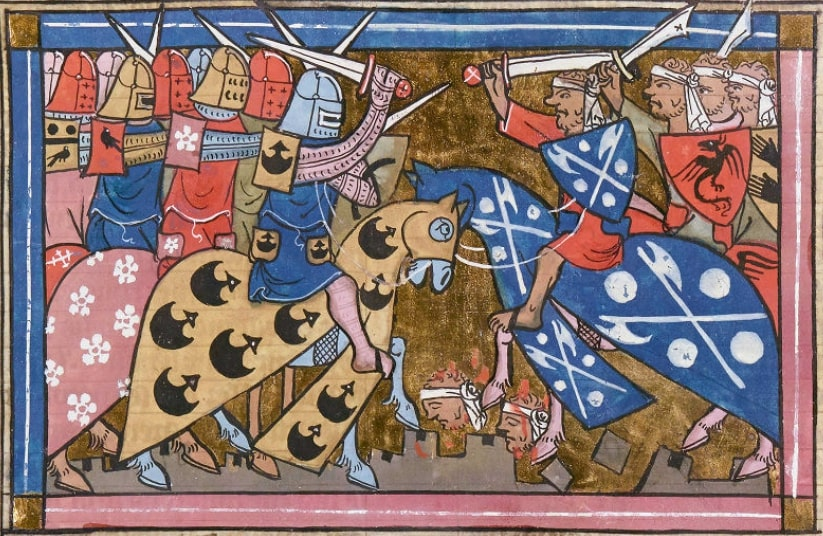
Miniature d'un manuscrit enluminé représentant un combat de la deuxième croisade de Louis VII le Jeune, venu à l'aide du roi de Jérusalem Baudoin III contre les armées arabes, au milieu du XIIe siècle. - Guillaume de Tyr, Histoire d'Outremer, XIVe siècle, Paris, BnF, département des Manuscrits, Français 22495.

À ses débuts, la chevalerie ne fait pas l'objet d'un discours unanimement valorisant de la part de l'Église. Si cette dernière soutenait et accordait sa bénédictions aux chevaliers partant en croisade, elle dénonçait aussi ceux qui risquaient leur vie non pas pour Dieu mais pour la renommée et la gloire. L’Église a, dès la fin du XIe siècle, fortement contribué à influencer la chevalerie et à modifier ses valeurs, ses devoirs, pour la rendre compatible, si ce n'est tolérable, par la doctrine chrétienne : les chevaliers sont d'abord des guerriers, des hommes dont la profession impliquait la mort d'autres humains, parfois même d'autres chrétiens, il fallait donc rationaliser cette contradiction interne. L'Église a ainsi par exemple choisi d'assurer la rémission des péchés à tous les chevaliers désirant combattre les infidèles en Terre sainte. Les croisades ont joué un rôle central dans la réconciliation entre l'Église et la chevalerie. Il était désormais possible à partir du XIIe siècle, notamment lors de la première croisade prêchée par Urbain II en 1095 d'être chevalier et de combattre pour Dieu, et d'infliger la mort en son nom.

### Naissance des ordres militaires
La chevalerie recouvre en partie, à partir de la fin du XIIe et XIIIe siècles, la notion d'ordre militaire, à l'instar des Templiers puis des Hospitaliers par exemple, dans lesquels la pratique de la guerre est encadrée et liée à des vœux religieux. Ces ordres rassemblent des combattants à cheval dont le but est de travailler à la sécurisation des pèlerinages, à l'escorte des croyants en Terre Sainte.

#### L'impulsion croisée
Avec la prise de Jérusalem et la défaite de l'armée fatimide à Ascalon, au terme de la première croisade, le royaume latin de Jérusalem est mis en place. Godefroy de Bouillon est choisi par ses pairs comme prince de Jérusalem. Il refuse d'être nommé roi du royaume de Jérusalem. Certaines sources, notamment Daimbert de Pise, mentionnent à son sujet le titre d'avoué du Saint Sépulcre, mais ce titre ne fut en réalité jamais utilisé par Godefroy. En septembre 1099, il reste seul dans ses nouvelles possessions avec seulement 300 chevaliers et 2 000 piétons. Ces hommes d'armes, issus de la croisade, se mirent au service du nouveau souverain, à Jérusalem afin de protéger le Saint-Sépulcre. Une institution similaire constituée de chevaliers, appelés chevaliers de Saint-Pierre (milites sancti Petri), fut créée en Occident pour protéger les biens des abbayes et églises. Ces chevaliers étaient des laïcs, mais ils profitaient des bienfaits des prières. Par extension, les hommes chargés d'assurer la protection des biens du Saint-Sépulcre ainsi que de la communauté des chanoines étaient appelés milites sancti Sepulcri (chevaliers du Saint-Sépulcre).
Les établissements francs sont dangereusement isolés les uns des autres et mal reliés à la mer. La plupart des guerriers croisés considéraient en effet leur vœu accompli et retournèrent en Europe, convaincus d'avoir instauré une paix solide et durable en Palestine. Cependant des bandes de « grands ou petits chemins », des incursions sarrasines, font régner une insécurité constante. Une grande partie des croisés étaient rentrés au pays après la conquête; il existe bien une soldatesque, mais trop souvent limitée aux villes, les chemins nécessitaient dès lors des déplacements en groupe.
Après la mort de Godefroy, son frère Baudouin, comte d'Édesse, se fait couronner roi de Jérusalem par le patriarche latin de la ville. Il étend le royaume de Jérusalem par les conquêtes d'Arsouf, de Césarée, de Beyrouth et de Sidon. De son côté, Raymond de Toulouse, avec l'aide de Gênes, fait la conquête du comté de Tripoli. Les marchands italiens, d'abord réticents à l'idée d'une aventure guerrière risquant de détériorer leurs relations commerciales avec l'Orient, commencent à voir dans les croisades un moyen d'élargir le champ de leurs activités et d'acheter les produits d'Orient à la source, sans passer par l'intermédiaire des musulmans ou des Byzantins. La nécessité de protéger les routes commerciales, les pèlerins, et les marchands, apparaît donc de plus en plus forte. Dans ce contexte, plusieurs ordres religieux se dotent de règles et de structures permettant d'intégrer dans leurs rangs des chevaliers, combattants prêtant serment et recevant les sacrements leur autorisant à exercer la violence au nom de dieu et du Christ.

#### Les Hospitaliers: du monastère aux chevaliers
Sous l'impulsion de ces nouveaux rapports de force militaire, l'ordre des Hospitaliers amorce une transformation fonctionnelle et structurelle. L’origine de l'Ordre se trouve au XIe siècle, dans le cadre du monastère bénédictin de Sainte-Marie-Latine, fondé à Jérusalem au milieu du XIe siècle par des marchands amalfitains, auquel s'ajoute un peu plus tard le monastère féminin de Sainte-Marie-Madeleine ; chacun d'eux est pourvu d'un xenodochium, un hospice ou une hostellerie, dont le rôle est d’accueillir et de soigner les chrétiens accomplissant un pèlerinage en Terre sainte. En 1113, Frère Gérard demande que son hospice soit reconnu comme autonome par rapport aux couvents bénédictins. Le pape Pascal II promulgue une bulle Pie postulatio voluntatis en ce sens le 15 février 1113, en faisant de cet hôpital, « L'Hospital », une institution, une sorte de congrégation, sous la tutelle et protection exclusive du pape. Gérard est reconnu comme chef de cette congrégation et le pape précise dès le départ qu'à la mort de ce dernier, les membres de l'Ordre choisiront eux-mêmes son successeur. En 1123, Raymond du Puy prend la tête de l'Ordre, il dote les Hospitaliers d'une règle reposant sur celles de saint Augustin et de saint Benoît. Cette règle organise l'Ordre en trois fonctions, les frères moines et clercs, les frères laïcs et les frères convers qui tous doivent les soins aux malades.
Le 21 octobre 1154, une catégorie de frères prêtres ou chapelains est établie, accordée par le pape Anastase IV ; le personnel soignant, médecins et chirurgiens, est officialisé dans les statuts de Roger de Moulins du 14 mars 1182 ainsi que les frères d'armes, qui apparaissent pour la première fois dans un texte. Selon Alain Demurger, « c'est à cette date donc que l'Ordre est devenu, en droit, un ordre religieux-militaire ».
Sous Alphonse de Portugal en 1205, ils sont répartis en frères prêtres ou chapelains, frères chevaliers et frères servants (« servant d’armes et servants de services ou d’office »). Cette organisation en trois classes restera celle des Hospitaliers.

#### Les Templiers: une milice du Christ
L'autre grand ordre militaire lié aux croisades et rassemblant des chevaliers est l'ordre du Temple. Il œuvra pendant les XIIe et XIIIe siècles à l'accompagnement et à la protection des pèlerins pour Jérusalem dans le contexte de la guerre sainte et des croisades. Il participa activement aux batailles qui eurent lieu lors des croisades et de la Reconquête ibérique. Afin de mener à bien ses missions et notamment d'en assurer le financement, il constitua à travers l'Europe catholique d'Occident et à partir de dons fonciers, un réseau de monastères appelés commanderies, pourvus de nombreux privilèges notamment fiscaux. Cette activité soutenue fit de l'Ordre un interlocuteur financier privilégié des puissances de l'époque, le menant même à effectuer des transactions sans but lucratif, avec certains rois ou à avoir la garde de trésors royaux.
Lorsque l'ordre de l'Hôpital, reconnu en 1113, fut chargé de s'occuper des pèlerins venant d'Occident, une idée naquit : créer une milice du Christ (militia Christi) qui ne s'occuperait que de la protection de la communauté de chanoines du Saint-Sépulcre et des pèlerins sur les chemins de Terre sainte, alors en proie aux brigands locaux. Ainsi, les chanoines s'occuperaient des affaires liturgiques, l'ordre de l'Hôpital des fonctions charitables et la milice du Christ de la fonction purement militaire de protection des pèlerins. Cette répartition ternaire des tâches reproduisait d'une certaine façon l'organisation de la société médiévale, qui était composée de prêtres et moines (oratores, littéralement ceux qui prient), de guerriers (bellatores) et de paysans (laboratores).
Suivant Guillaume de Tyr, Hugues de Payns, un baron champenois, faisant très certainement partie des chevaliers du Saint-Sépulcre dès 1115, propose à Baudouin II, roi de Jérusalem, la création d'une communauté des « Pauvres Chevaliers du Christ » pour assurer la sécurité des routes. Lors du concile de Naplouse, en 1120, ces « chevaliers » sont invités à reprendre les armes. La nouvelle confrérie est installée par Baudouin et Gormond de Picquigny, patriarche de Jérusalem, sur l'ancienne mosquée al-Aqsa, dite aussi, temple de Salomon. Ils tiennent de là leur nom de miles Templii, les chevaliers du Temple, les Templiers. C'est ainsi que l'ordre du Temple, qui se nommait à cette époque militia Christi, prit naissance avec l'ambiguïté que cette communauté monastique réunit dès le départ à la fois des oratores et des bellatores.
Très vite ces chevaliers, qui prononcent les vœux d'obéissance, de pauvreté et de chasteté, mais qui combattent efficacement les infidèles, posent problème au regard des principes de l'Église ; ces « chevaliers du Christ » sont en état de pécher les armes à la main. Hugues fait appel à son parent, l'abbé de Clairvaux, pour intercéder auprès du pape. Bernard de Clairvaux compose De laude nove militie dans laquelle il développe l'idée de malicidium, de malicide en tuant le mal en l'homme et non l'homme.
Bernard y souligne l'originalité du nouvel ordre : le même homme se consacre autant au combat spirituel qu'aux combats dans le monde.

« Il n’est pas assez rare de voir des hommes combattre un ennemi corporel avec les seules forces du corps pour que je m’en étonne ; d’un autre côté, faire la guerre au vice et au démon avec les seules forces de l’âme, ce n’est pas non plus quelque chose d’aussi extraordinaire que louable, le monde est plein de moines qui livrent ces combats ; mais ce qui, pour moi, est aussi admirable qu’évidemment rare, c’est de voir les deux choses réunies. (§ 1) »

De plus, ce texte contenait un passage important où Bernard de Clairvaux expliquait pourquoi les Templiers avaient le droit de tuer un être humain : 

« Le chevalier du Christ donne la mort en toute sécurité et la reçoit dans une sécurité plus grande encore. […] Lors donc qu'il tue un malfaiteur, il n'est point homicide mais Malicide. […] La mort qu'il donne est le profit de Jésus-Christ, et celle qu'il reçoit, le sien propre. »

Mais pour cela, il fallait que la guerre soit « juste ». C'est l'objet du § 2 de L'Éloge de la Nouvelle Milice. Bernard est conscient de la difficulté d'un tel concept dans la pratique, car si la guerre n'est pas juste, vouloir tuer tue l'âme de l'assassin :

« Toutes les fois que vous marchez à l’ennemi, vous qui combattez dans les rangs de la milice séculière, vous avez à craindre de tuer votre âme du même coup dont vous donnez la mort à votre adversaire, ou de la recevoir de sa main, dans le corps et dans l’âme en même temps. […] la victoire ne saurait être bonne quand la cause de la guerre ne l’est point et que l’intention de ceux qui la font n’est pas droite. (§ 2) »

Bernard fait donc bien l'éloge de la Nouvelle Milice, mais non sans nuances et précautions… Tous ses § 7 & 8 (dans le chap. IV) tracent un portrait volontairement idéal du soldat du Christ, afin de le donner comme un modèle qui sera toujours à atteindre.
Hugues reprend ces propos dans sa lettre Christi militibus qu'il soumet, en janvier 1129, au concile de Troyes qui approuve le nouvel ordre. Les chevaliers qui intègrent l'ordre prononcent les trois vœux de pauvreté, de chasteté et d'obéissance. Ils reçurent du patriarche Gormond de Picquigny la mission de « garder voies et chemins contre les brigands, pour le salut des pèlerins » (« ut vias et itinera, ad salutem peregrinorum contra latrones ») pour la rémission de leurs péchés, mission considérée comme un quatrième vœu habituel pour les ordres religieux militaires.

## Évolution de la chevalerie au Moyen Âge

### La chevalerie, au cœur de l'ost médiéval

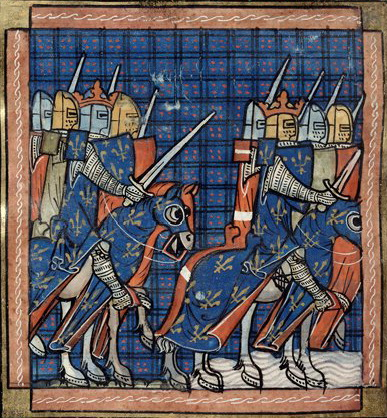
Chevaliers français autour du roi Philippe II Auguste en marche pour la Bataille de Bouvines - détail d'un manuscrit enluminé des Chroniques de Saint-Denis, British Library, Royal 16 G VI f. 377.

Lors du Moyen Âge central, les structures de la féodalité évoluent, au gré de la progressive construction des pouvoirs royaux. Les monarques s'instituent non plus comme des suzerains mais comme des souverains au-dessus des autres, dont le rôle est d'assurer la conservation et la protection du royaume. Pour cela, ils instituent le ban, un système par lequel la pyramide de la vassalité permet de rassembler une armée noble autour du roi. Les chevaliers sont ainsi tenus d'être disponibles pendant quarante à soixante jours consécutifs, au sein d'une troupe de campagne appelée l'ost.
Cette forme de service militaire obligatoire était exigé de tous les seigneurs et chevaliers. S'ils n'étaient pas en mesure de le faire, un paiement, l'écuage, pouvait être effectué à la place au suzerain, ce dernier utilisant cette taxe pour s'offrir le service occasionnel de mercenaires (appelés routiers à cette époque) afin d'épauler l'ost (cas fréquent pour l'ost royal). Finalement, parce que le service de chevalier standard comprenait 40 jours pour leur suzerain,, les guerres plus longues de la Guerre de Cent Ans ont conduit les rois à compter de plus en plus sur les mercenaires et les compagnies libres, et former de nouvelles compagnies permanentes, conduisant à la disparition de l'ost médiéval et la chevalerie. Pendant la Guerre de Cent ans, de nombreuses chevaleresses prennent parti pour l’un ou l’autre des camps. Jeanne la flamme, par exemple, combat pour les Anglais et gagne son surnom grâce à un coup d’éclat. Assiégée par les troupes françaises à Hennebont, elle prend la tête d’une petite troupe de soldats et profite de la nuit pour enflammer les tentes de ses ennemis.

### Transformations et création des armées permanentes
À partir du XIVe siècle, la nature de la guerre changeant, avec l'apparition de nouvelles armes — arbalètes, artillerie — on assiste à la création de véritables compagnies de mercenaires, composées de soldats professionnels, qui s'engagent pour le compte du plus offrant. Le lien qui unissait le seigneur et ses vassaux dans l'ost s'estompe ainsi progressivement, en même temps que le système féodal se transforme. Pour ces raisons, la tradition chevaleresque s'estompe et s'efface au profit d'armées professionnelles, parfois permanentes, attachées non plus à la tradition féodale, mais au service du souverain, du roi et de l'État. La chevalerie prend alors de plus en plus une teinte symbolique et tend à se démilitariser dans ses codes et rituels sociaux.
Profitant d'une accalmie dans la guerre de Cent Ans, le roi Charles VII crée, par l'ordonnance de 1445, les premières unités militaires permanentes à disposition du roi de France, appelées compagnies d'ordonnance. Elles visent à la fois une plus grande efficacité au combat de l'armée royale, et une diminution des dégâts causés par l'armée en déplacement. Elles joueront un grand rôle dans la victoire de la France à la fin de la guerre de Cent Ans en 1453.
Ces 15 compagnies sont composées de 100 lances, une lance étant un groupe de 6 hommes à cheval :
- 1 homme d'armes[85] ;
- 2 archers ;
- 1 coutilier[86] ;
- 1 page
- 1 valet ;

L'homme d'armes est recruté au sein de la noblesse (chevalier ou non) et doit veiller au recrutement des autres gens de guerre de sa lance. Il perçoit leurs gages et doit veiller à l'entretien de leur équipement ainsi qu'aux montures. Les pages n'étant pas des combattants. Ces lances forment ainsi une armée permanente de 9 000 hommes dont 7 500 combattants. Le nombre de compagnies, ainsi que la composition de la lance évoluera selon les époques. En parallèle, sont créées les troupes dites de petite ordonnance, mais qu'on appellera rapidement mortes-payes. Formées elles aussi autour de la lance (quoique réduite à 3 combattants et un valet et privées de leurs chevaux), elles ont pour tâche de servir de garnison dans les places fortes, à leur création elles sont 900 lances soit 3 600 (2 700 combattants). Le successeur de Charles VII, Louis XI rajoutera en 1481 les bandes françaises ou bandes de Picardie, d'environ 12 000 fantassins, en remplacement des francs-archers (lesquels étaient une milice et non une armée de métier). L'innovation est non seulement d'avoir des troupes permanentes en lieu et place d'une armée mobilisée à la demande ou de mercenaires, mais également que celles-ci sont directement sous l'autorité du roi et pas de ses vassaux, ce qui modifie totalement le rapport de force avec ceux-ci.

## Culture littéraire et technique
La pratique de la chevalerie s'entoure rapidement, à partir du XIIe siècle, d'un vaste corpus littéraire décrivant les idéaux du chevalier, ses savoirs et ses pratiques, et les codes de la chevalerie. Ces écrits peuvent être en vers, en prose, relever du genre romanesque ou du traité théorique, technique et déontologique. Ces savoirs et pratiques guerrières sont l'objet d'une émulation entre pairs, dans le cadre de rencontres démonstratives, fondées sur l'ostentation et la performance : les tournois.

### La chanson de gestes
La chanson de geste est un genre littéraire européen du Moyen Âge. Il s'agit d'un récit versifié (un long poème) le plus souvent en décasyllabes ou, plus tardivement, en alexandrins. Ces chansons sont écrites en langue d'oïl par les trouvères, en langue d'oc, par les troubadours, et en langue franco-vénitienne en Italie,. Elles chantent et célèbrent la valeur martiale des chevaliers, les héros de l'ère de Charles Martel et de Charlemagne, et leurs batailles contre les Maures. À ces légendes historiques s'est ajoutée une forte touche de merveilleux : des géants, de la magie et des monstres apparaissent parmi les ennemis avec les Sarrasins. Avec le temps, les aspects historiques et militaires se sont affaiblis en faveur des aspects merveilleux.
Les chansons de gestes sont centrées sur les actes militaires et les cycles guerriers de l'époque carolingienne : les principaux protagonistes sont ainsi Charlemagne et son entourage. Les chansons de geste constituent une transposition poétique des guerres carolingiennes contre les Lombards, Bretons, Saxons, Sarrasins. L'esprit et les articles de foi se résument en quelques points saillants : barons serviteurs du roi, service féodal dû au suzerain, honneur féodal, vaillance combative, intrépidité.

### Le roman courtois
Le roman courtois se développe parallèlement à la chevalerie, dans le courant des XIe et XIIe siècles en Europe. Il s'agit d'une œuvre littéraire, poétique, en langue romaine, le plus souvent en vers octosyllabiques mais parfois en prose. Il met en scène des chevaliers qui combattent pour leurs dames.
Dans ces œuvres où les chevaliers sont les protagonistes, les aventures fabuleuses et galantes dominent largement le récit. Dès la fin du XIe siècle, des copistes remanient au goût du jour, sans souci d'anachronisme, des légendes antiques ou bretonnes, comme Le Roman d’Alexandre, Le Roman de Troie ou les récits sur les exploits du roi Arthur et des Chevaliers de la Table Ronde. Ces œuvres remaniées représentent, en quelque sorte, la transition entre la chanson de geste et le roman courtois.

#### Exemples de romans courtois

##### Matière de Rome
- Le Roman de Thèbes (vers 1150).
- Le Roman d'Énéas (vers 1160).
- Le Roman de Troie (vers 1160).

##### Matière de Bretagne
- Tristan et Iseut (1170-1190).
- Les romans de Chrétien de Troyes (1135-1181)
- Le Chevalier au papegau (XVe siècle)

### Le roman de chevalerie
Les romans de chevalerie sont des œuvres romanesques, le plus souvent en prose, inspirées ou adaptées des romans courtois et des chansons de geste en vers des XIe et XIIIe siècles. Les premières œuvres de ce type sont Lancelot, ou le chevalier de la charrette et Yvain ou le Chevalier au lion, tous deux de Chrétien de Troyes, au XIIe siècle. Ce genre littéraire est très populaire en Europe au cours du Moyen Âge, mais encore plus à partir du XVIe siècle en Italie avec la parution du Roland furieux de L'Arioste, ou de la La Jérusalem délivrée du Tasse, ainsi qu'en Espagne et en France (Amadis de Gaule) et au Portugal.
L’univers chevaleresque mis en scène dans les romans courtois et les romans de chevalerie ayant trait à la légende arthurienne relève d’une « chevalerie de littérature », selon l'expression que l'on doit à Jean de Meung dans le « Roman de la Rose » (écrit vers 1275). Dans ces œuvres, la Bretagne revêt les traits d'un paysage fictif, parsemé de merveilles et d'enchantements. Le roi Arthur entend et reçoit les récits rapportés par ses chevaliers, qui font montre de prouesse et qui par l'éclat de leur bravoure, définissent les contours informels d'un code de comportement idéal. Dans les romans de la légende arthurienne, le merveilleux est une source de sens pour l'action chevaleresque : en donnant un terme aux aventures de Bretagne, en dissipant les enchantements, donc les manifestations du démon, qui s'y déploient, les chevaliers obéissent à un comportement idéal.

### Traités militaires et arts de la guerre
Dès le XIIIe siècle, l'œuvre du tacticien romain tardif, Végèce, De re militari, est traduit par Jean de Meung, sous le titre de « l'Art de la chevalerie ». Il y a donc assimilation et identification entre art de la guerre en général, et pratiques socio-techniques des chevaliers.
D'autres auteurs font progressivement leur apparition dans la littérature médiévale liée à l'art militaire : l'Arbre des Batailles, d'Honorat Bovet, ainsi que le travail de Christine de Pizan, le Livre des Faits d'Armes et de Chevalerie, combinant la lecture de Végèce, Bovet, et Frontin.
L’Arbre des batailles écrit en français et en prose, est une vaste synthèse de sources diverses (historiques, philosophiques, juridiques et littéraires) sur le droit de la guerre. Deux versions sont rédigées, la première en 1386-87, la seconde (plus longue, contenant des développements historiques inspirés des œuvres de Martin de Troppau et de Ptolémée de Lucques) est achevée en 1389 et dédiée à Charles VI. Dans les troisième et quatrième parties de l'ouvrage il traite des batailles et du droit des gens de guerre, s'inspirant largement du traité latin de Jean de Legnano. Il fait de la guerre une donnée naturelle du monde et un phénomène bénéfique pour la société, dans le cadre d'une guerre juste, respectueuse de l'immunité des non combattants (reprenant ici Saint Thomas d'Aquin). À l'héroïsme chevaleresque, au duel et à la vengeance, comportements particuliers fixés par l'usage, il oppose la discipline, la loyauté au roi, le service du bien commun, notion héritées de la tradition ecclésiastique.
L’Arbre des batailles connut une vaste diffusion aux XVe et XVIe siècles, ainsi que l'atteste le nombre important de manuscrits conservés - au moins 90 en langue française, ainsi que les multiples traductions dont l'ouvrage fit l'objet au XVe siècle, notamment en 1456, en anglais au château de Rosslyn par Gilbert de la Haye, chancelier d'Écosse. Christine de Pizan le copia de nombreuses fois, le citant parmi ses sources principales. L'héraldiste sicilien Jean Courtois, travaillant pour Alphonse V d'Aragon, se réfère beaucoup à Bovet dans son ouvrage, le Blason des Couleurs.

### Naissance du code chevaleresque

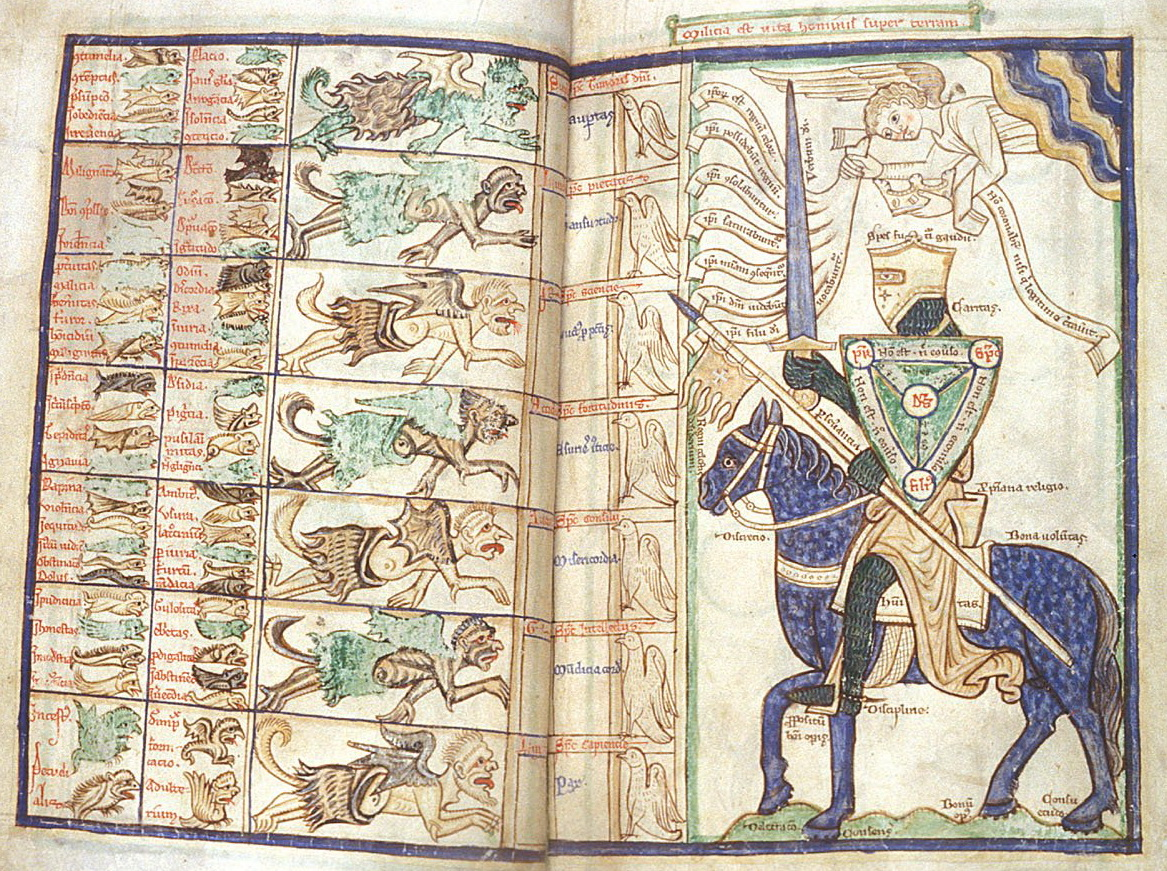
Représentation allégorique d'un chevalier s'apprêtant à affronter les sept péchés capitaux, muni du « bouclier de la foi », le « scutum fidei ». Extrait d'un manuscrit enluminé de 1255-1265 de la Summa Vitiorum ou "Traité des Vices" de Guillaume Peyraut - MS 3244, folios 27-28.

Trois principaux ouvrages médiévaux résument les idéaux de la chevalerie :
- le poème anonyme L'Ordene de chevalerie, racontant l'emprisonnement de Hugues II de Saint-Omer (appelé également Hugues de Tibériade ou Hues de Tabarie) par Saladin après la bataille de Marj Ayoun le 9 juin 1179[92]. Celui-ci lui demanda une rançon de 100 000 besants d'or et de l'armer chevalier de sa main en lui expliquant les différentes phases de l'adoubement. Hues de Tabarie accepta (hormis la collée qu'il n'osa porter sur la personne du sultan par crainte de sa garde) puis lui demanda de payer sa rançon au titre de l'aide aux quatre cas, secours que le chevalier était obligé d'apporter à son suzerain en cas de demande de rançon. Piqué par l'intelligence du raisonnement et de la manœuvre, Saladin paya la moitié de la rançon qu'il avait lui-même fixée et obligea ses gouverneurs à payer le reste.
- Le premier code de chevalerie, à proprement parler, est le Libre del ordre de cavayleria, écrit par Raymond Llulle (1232-1315). Il s'agit d'un opuscule didactique écrit entre 1274 et 1276. Il fait partie des premières productions de l'écrivain après le virage personnel qui le conduit d'une vie de profane à une vie de mystique et de dévot prosélyte. À cette époque il étudiait les caractéristiques sociales de la classe des chevaliers, c'est-à-dire, dans l'acception qu'en fait Lulle, un être armé, courageux et dont l'objectif ultime est de rencontrer la présence de Dieu dans tous les faits du monde[93]. Les sept chapitres qui le composent traitent des différents domaines ayant trait au chevalier en tant que personne, son rôle, les savoirs requis, les rituels et la cérémonie de l'adoubement, le sens des armes, les règles de l'honneur. Il donne également à la fin les droits et obligations du chevalier et lui impose comme objectif d'étendre l'honneur chrétien, la noblesse d'esprit et l'observation d'une stricte piété[93]. L'ouvrage est combatif, voire agressif. Il recommande de convertir les infidèles au bâton et à l'épée en même temps que de leur prêcher la vérité du Christ.
- Le Livre de Chevalerie de Geoffroi de Charny (1300-1356), porte-oriflamme et conseiller des rois de France Philippe VI et Jean II, mort à la bataille de Poitiers et considéré par ses contemporains comme l'un des meilleurs chevaliers de son temps. Il fait ainsi référence comme « théoricien » de la chevalerie par les œuvres qu'il a écrites[94]. Écrit vers 1350, il constitue l'une des meilleures sources pour comprendre comment les chevaliers se percevaient et accordaient la priorité aux valeurs chevaleresques au XIVe siècle Si le Livre de chevalerie est aujourd'hui l'ouvrage le plus célèbre de Charny, il n'en était pas de même au Moyen Âge, où il semble avoir été le moins diffusé parmi les œuvres de l'auteur, contenus dans seulement deux manuscrits qui nous sont parvenus[95].

Aucun des auteurs de ces trois textes ne connaissait les deux autres, et les trois traités se complètent et donnent à voir une conception générale de la chevalerie, sans qu'il n'y ait d'harmonie stricte et d'équivalence entre les trois blocs de valeurs décrits. À des degrés différents, avec des hiérarchisations différentes et des détails choisis différents, tous ces ouvrages parlent à leur façon et à leur époque de la chevalerie tels qu'ils la perçoivent et la veulent voir se réaliser, comme d'un mode de vie dans lequel le militaire, la noblesse et la religion se combinent dans un but donné, la conversion du monde pour les uns, la victoire contre les Anglais pour les autres. Le « code de la chevalerie » est donc un produit littéraire du Moyen Âge tardif, qui a surtout été écrit et conçu après la fin des croisades. Il repose en partie sur une idéalisation des chevaliers historiques combattant en Terre Sainte et sur les idéaux de l'amour courtois, développés aux siècles précédents.

### Les tournois

#### Un entraînement guerrier entre chevaliers
Les tournois font partie des usages sociaux les plus emblématiques de la chevalerie. Ils regroupent un ensemble d'épreuves équestres ou pédestres au cours desquelles les chevaliers font démonstration de leurs aptitudes militaires, de leurs talents aux armes et à cheval. L'art du tournoi est pratiqué en Occident entre les IXe et XVIe siècles, soit les siècles d'apogée de la chevalerie. Les tournois connaissent eux leur apogée entre les années 1125 et 1225.
Les enjeux des tournois sont nombreux, parfois courtois (on se bat pour une belle ou sa couronne de fleurs), parfois pour de l'argent et parfois aussi symboliques, mimant ceux d’un véritable duel ou d’une guerre en réduction. Outre l’entraînement militaire, le tournoi est l’occasion de faire preuve de sa valeur, et pour les meilleurs combattants de s’enrichir, grâce aux armes des chevaliers vaincus et aux rançons versées par les prisonniers.
Au commencement, le tournoi est pratiqué essentiellement par des chevaliers « jeunes », bacheliers (au sens médiéval), qui ont été adoubés mais ne possèdent pas encore de fief. On recrute aussi des compagnies de soldats professionnels non-nobles pour se battre dans des joutes à grande échelle. Certains grands tournois rassemblent ainsi jusqu’à trois mille chevaliers et leur suite, soit dix mille combattants. Le tournoi de Chauvency-le-Château, immortalisé par Jacques Bretel, rassemblait plus de 500 chevaliers. Par la suite, (au XVe siècle), les bourgeoisies urbaines se prennent au jeu et se mettent à jouter. Bien que plusieurs classes sociales pratiquent la joute, ils ne peuvent pas s'affronter entre eux.

#### Un divertissement fondé sur la démonstration et la performance
Les tournois, haut-lieu d'échanges et de sociabilité pour la chevalerie, sont principalement organisés par les nobles détenteurs des principautés territoriales les plus prestigieuses (les comtes et les ducs), le plus souvent à la lisière de deux de ces principautés. Les tournois ressemblent véritablement à des situations de guerre, dont le but est de mettre les chevaliers dans les conditions des batailles auxquelles ils participeront. Ces compétitions revêtent cependant la forme de spectacles divertissants. Les joutes quant à elles, se distinguent des tournois dans le sens où elles n'opposent que deux adversaires. Moins meurtrières, ces dernières apparaissent vers le XIIIe siècle et sont de fait mieux acceptées par les autorités civiles et religieuses.
Les tournois, conçus comme des substituts à la guerre permettant de s'entraîner, de se faire voir, repérer, admirer, sont organisés en un véritable calendrier sportif tout au long de l’année, sauf en temps de guerre, et durant les grandes fêtes religieuses. La belle saison, qui limite la rouille aux armures de fer, est cependant privilégiée.
Le but est d'y réaliser des prouesses, pour l’honneur et la réputation, mais aussi de capturer son ennemi, ou son cheval, et ainsi de réaliser un gain, par la revente ou la rançon. Ce gain est généralement dilapidé dans les fêtes qui suivent le tournoi. Celui-ci rassemble ainsi, outre les combattants, nombre d’artisans, prêteurs, qui tous s’enrichissent. Les chevaliers s’organisent en équipes régionales : Français (du duché de France) contre Normands, Angevins, etc. Ces équipes régionales s’allient parfois à plusieurs les unes contre les autres, selon les affinités : Français-Champenois contre Anglais-Normands, reproduisant les luttes politiques réelles. Les chevaliers arrivent souvent déjà organisés en équipes au tournoi, chacune menée par un grand seigneur. Ces équipes peuvent s’allier entre elles pour aboutir à une situation où seuls deux camps s’affrontent.

#### Quelques tournois célèbres
- 842 : première mention d'un jeu qui s'apparente au tournoi[104].
- 944 : Tournoi à Goettingue[105].
- 1000 (mars) : à l’occasion de la Pâques, un grand tournoi rassemble la fine fleur de la chevalerie champenoise à Troyes. Nombreux morts et blessés[106].
- v.1066 : Geoffroy II de Preuilly (Martel) dresse des règles écrites aux tournois[105]. Un texte du chroniqueur anglo-normand Matthieu Paris (1189) attribua longtemps l'invention des tournois (conflictus Gallici) à Geoffroy de Preuilly[107], ce qui n'est pas le cas.
- 1096 Tournoi d'Anchin.
- 1130 : au concile de Clermont d’Auvergne, le pape Innocent II interdit énergiquement la pratique du tournoi. La chevalerie française ne tient aucun compte de cette interdiction.
- 1179 : au IIIe concile du Latran, le pape Alexandre III condamne la pratique du tournoi. Malgré la multiplication de ces interdits, le tournoi reste l’activité la plus prisée par les chevaliers qui peuvent y montrer leur force et leur endurance. La chevalerie française, qui collectionne les victoires en tournoi comme sur les champs de bataille ne conçoit pas de mettre un terme à cet « art de vivre »[réf. nécessaire].
- 19 août 1186 : le duc de Bretagne Geoffroy II Plantagenêt trouve la mort dans un tournoi à Paris[108].
- 19 juillet 1234: le comte de Hollande Florent IV, fut accidentellement tué dans une joute contre le prince Philippe-Hurepel, comte de Clermont à le tournoi de Corbie.
- 1240 : soixante morts lors d’un tournoi à Neuss[109].
- Juin 1245 : le concile de Lyon condamne la pratique du tournoi[110].
- 1260 : le roi de France saint Louis interdit la pratique du tournoi[111].
- 27 mai 1269 : Tournoi de Cambrai, 55 chevaliers y participent, organisé pour le mariage de Jean Ier le Victorieux (1253 † 1294), duc de Brabant et de Limbourg et de Marguerite de France (1254 † 1271), fille du roi Saint Louis[112].
- v.1280, les armes courtoises (émoussées) remplacent les armes de guerre : le tournoi est progressivement remplacé par la joute, qui valorise les individualités et met en scène la parade des participants, notamment de haut rang[113].
- 1285 : le Tournoi de Chauvency, offert par le comte de Chiny et décrit par Jacques Bretel, est le tournoi le mieux connu, à la fois en ce qui concerne les joutes équestres (plus de 15 décrites, avec présentation de blasons), la mêlée du tournoi et l’ambiance dans les tribunes ou pendant les soirées (chants et danses) durant toutes les festivités.
- Mai 1304 : grand tournoi organisé sur l'isthme de Corinthe dit Tournoi de Corinthe par les princes d'Achaïe Philippe et Isabelle où se réunirent plus d'un millier de chevaliers des États latins, sorte de chant du cygne de la domination franque sur la Grèce[114].
- 1307-1327 : règne d’Édouard II, roi d’Angleterre, qui promulgue en 20 ans pas moins de 40 interdictions de tournois et de joutes.
- 1345, 19 janvier : Raoul Ier de Brienne, comte d'Eu et de Guînes, connétable de France, est tué d’un coup de lance dans le ventre reçu lors de joutes données à Paris à l’occasion des noces du fils cadet du roi, Philippe d'Orléans[115].
- 1381 : Tournoi de Vannes qui voit s'affronter cinq Français contre cinq Anglais.
- 1393 : Un tournoi est donné à Bruges, le 11 mars 1393, où se dispute un combat entre Jean IV van der Aa dit Jean de Bruges, seigneur de Gruuthuse et Gérard de Ghistelles, seigneur de Wasquehal[116]. Ce tournoi se dispute sur la grande place de Bruges, avec d'un côté les 49 chevaliers de Jean de Bruges et 48 du côté de Gérard de Ghistelles[117]. Le nom de Jean de Bruges est devenu célèbre dans la chevalerie, par ce tournoi qu’il donne à Bruges. À la suite de ce tournoi, René d'Anjou, composera pour Louis de Bruges, fils de Jean IV van der Aa, un traité sur les tournois intitulé Traité de la forme et devis comme on peut faire les tournois, avec des illustrations de Barthélemy d'Eyck, dans lequel il réunit, les lois, règlements, usages, cérémonies et détails observés dans ces exercices[118]. Ce fut sans doute pour en conserver le souvenir, que Bruges institue, à partir de 1417, les joutes ou tournois de la société dite de « l’Ours blanc », dont le chef, ou plutôt celui qui y remportait le prix de valeur et d’adresse, était pendant l’exercice de ses fonctions, qui durait un an, qualifié de « Forestier », en mémoire des anciens gouverneurs de la Flandre, que les rois de France, avaient revêtus de ce titre.
- 1394 : se moquant ouvertement des interdits religieux, des chevaliers français s’affrontent en tournoi déguisés en clercs.
- 1468 : Charles le Téméraire est contraint de menacer de mort les participants d’un tournoi pour qu’ils cessent la partie donnée en l’honneur de son mariage. Les amateurs de tournois, activité ultra-violente qui cadre mal avec l’air du temps, doivent désormais se contenter des joutes[119].
- 1470 : Gaston de Foix est blessé mortellement lors d'un tournoi organisé à Libourne en l'honneur de Charles de France, duc d'Aquitaine.
- 1559 : le roi de France Henri II participe à un tournoi à Paris contre le comte de Montgommery. À la troisième passe, la lance de Montgomery, déviée par l'écu d'Henri pénétra sous la visière de son casque et lui traversa l'œil. Le roi agonisa 10 jours puis mourut. La reine Catherine de Médicis interdit alors tous les tournois et les joutes sur le sol français.

## L'entrée en chevalerie

### Formation et entrainement
La formation des chevaliers se structure comme un parcours éducatif commençant dès l'enfance. Cet apprentissage comprend un long entrainement aux armes, mais aussi aux coutumes morales et à l'éthique chevaleresque. L'adolescent, souvent fils de chevalier à partir du XIIIe siècle, accède au titre de chevalier après une cérémonie appelée adoubement. La cérémonie de l'adoubement est empreinte de symboles sociaux et religieux forts, permettant de donner aux chevaliers la pleine aura justifiant de leur prépondérance sociale.
Avant l’adoubement, vers l’âge de sept ans, l'enfant destiné aux armes est placé chez un seigneur qui sera son parrain. Il y gravit peu à peu tous les degrés de l'éducation qui vise à en faire un guerrier : galopin (il nettoie l’écurie), page (il s’occupe des chevaux, est au service de la dame du château, suit un entrainement équestre, apprend à chasser) et enfin écuyer, damoiseau (il aide les chevaliers au tournoi et à la guerre et il a l'immense privilège de lui porter son écu).

### L'adoubement

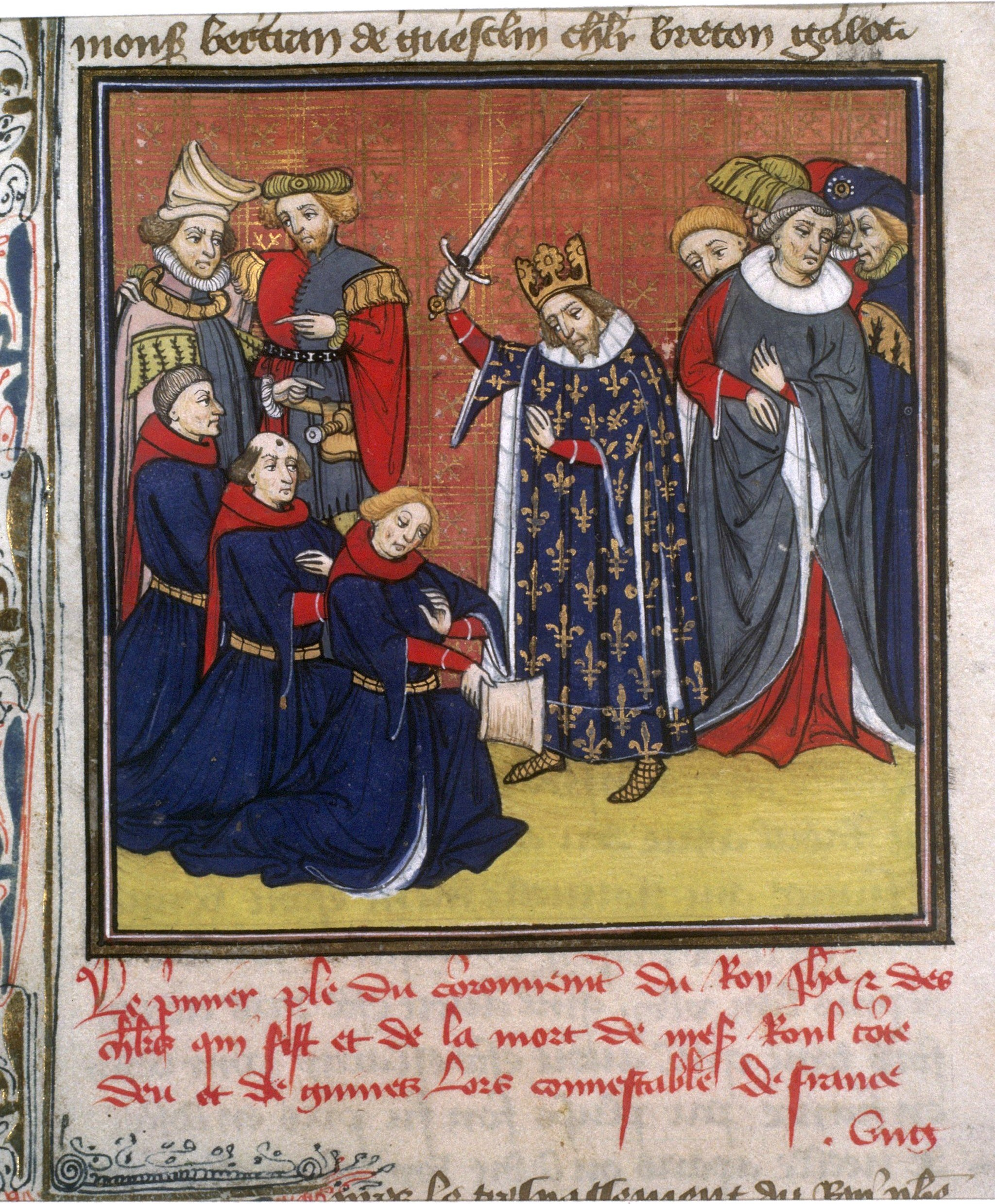
Le roi Jean II le Bon adoubant des chevaliers. Enluminure d'un manuscrit des ; BnF, Paris : MS Français 73, folio 386.

Vers 17-21 ans, le bachelier / l'écuyer formé et ayant passé les épreuves des armes passe par l’adoubement, cérémonie officielle à laquelle de nombreux nobles assistaient et qui consistait à consacrer un homme comme chevalier. L'adoubement était une cérémonie qui marquait de manière ritualisée le passage de l'état d'écuyer à celui de chevalier. Cette cérémonie a lieu en général en septembre ou en octobre.
La nuit précédant son adoubement, le futur chevalier passe une nuit de prière dans une chapelle en compagnie de son parrain, revêtu d'une tunique blanche, avec une croix rouge, le blanc symbolisant la clarté et le rouge symbolisant le sang que le chevalier est prêt à verser. Puis le seigneur organise une fête dans son château, à laquelle les vassaux sont conviés. Au fond du château, sur une estrade, le chevalier était prêt à se faire adouber chevalier. Agenouillé, le bachelier prête à haute voix le serment des chevaliers, une main sur l'Évangile ; ses armes de chevalier lui sont ensuite remises par son seigneur et parrain, bénies par un prélat qui encadre la cérémonie. Une fois revêtu de son équipement, il s'agenouille à nouveau pour recevoir l'accolade ou colée. Après la cérémonie, on organise dans les grandes familles des tournois auxquels se joignent les chevaliers adoubés et les vassaux du seigneur et des banquets pour célébrer l'occasion.
Selon les théologiens du Moyen Âge central, les chevaliers, les miles ont pour principale vocation de défendre le faible et de faire régner la justice divine, instaurant grâce aux armes la paix du Christ. Cette théologie politique marque fortement l’évolution de l’adoubement, qui emprunte dès lors à l’onction royale et aux sacrements chrétiens de nombreux éléments de rituel, dans sa temporalité et sa scénographie.
Le nouveau chevalier intègre un ordre de valeurs et un groupe social, tout comme les hommes d'Église sont ordonnés. La prédication qui lui est donnée est censée lui rappeler les devoirs spécifiques qui sont désormais les siens, dans le cadre de l'idéal chevaleresque promu par l'Église : contrôler sa violence, exercer sa force avec droiture et modération. Les nouveaux chevaliers sont encouragés à partir en croisade pour défendre la Chrétienté par les prélats de l'époque. La cérémonie de l'adoubement confère à celui qui le reçoit un pouvoir principalement militaire puisqu'il obtient le droit de ban (rassemblement de l'ost, autrement dit de l'armée) pour partir en campagne militaire, la remise de l'épée signifiant par ailleurs pour le chevalier l'exercice de la force armée, à savoir le maintien de la paix et de l'ordre public, mais également un caractère plus politique et judiciaire puisqu'il accède à la fonction de gouvernement des hommes soumis à sa juridiction, à son pouvoir, manifesté par ses armes.

## Chevaleresses: une réalité méconnue
Si la chevalerie est un phénomène très majoritairement masculin, il ne le fut pas exclusivement comme le rappelle les écrits d'Orderic Vital.Du XIIe au XVe siècle, un certain nombre de femmes de l’aristocratie, dans différents confins de l'Europe médiévale, en France, Écosse, Espagne et Italie, furent connues et remarquées pour avoir pris un temps les armes pour défendre leur château, leur domaine, ou leur lignage. Parfois mal vues, elles étaient désignées comme des virago, sorte d'« hommasses » transgressant les normes de genre. Cette participation des femmes à la guerre, plus fréquente qu'on ne le pense, est effectivement liée à un contexte spécifique, à des circonstances extraordinaires, comme la captivité ou la mort de l'époux. Ainsi, la chevalerie féminine n’est pas une règle, ni une norme, mais elle n’est pas toujours considérée pour autant comme un scandale ou un affront, un débordement outrancier des normes, à condition que les guerrières prennent les armes pour la bonne cause, dans un contexte juridique bien précis,,,.
Les chevaleresses ont existé en Europe tout au long du Moyen Âge, mais c’est surtout dans l'empire Plantagenêt que cette fonction était répandue. Cette valorisation des femmes combattantes disparaît progressivement à la Renaissance et les chevaleresses seront surtout tournées en dérision. Selon l'historienne Sophie Brouquet « En France, tout s'arrête avec Louis XIV. Il a vraiment mis fin à ça, sans doute en lien avec les souvenirs de sa jeunesse : la fronde et les frondeuses. Tout ça est passé sous silence, de façon très brutale. Cela concerne également les représentations de femmes chevaleresses ».

### Mathilde de Toscane, la comtesse combattante
Un exemple célèbre de femme chevaleresse est celui de Mathilde de Toscane. Fille du marquis de Toscane Boniface III et de Béatrice de Bar, fille de Frédéric II, duc de Haute-Lotharingie, et de Mathilde de Souabe, elle naît vers 1045-1046. Son enfance est troublée par le meurtre de son père au cours d'une chasse en 1052 et les morts mystérieuses de sa sœur aînée Béatrice en 1053 et de son frère Boniface IV en 1055. Mathilde demeure la seule héritière de sa famille et détient des possessions à la fois en Italie — avec en particulier le château de Canossa et le marquisat de Toscane, ainsi qu'une partie de la Lombardie avec Modène, Reggio, Mantoue, Ferrare, Crémone — et en Lorraine, avec le comté de Briey. Issue d’un lignage de chevaliers et de guerriers nobles, elle a sans doute appris l’art de la guerre auprès de son père Boniface et de son beau-père Geoffroi.
En 1073, le moine Hildebrand, conseiller des papes depuis le pontificat de Léon IX, et qui entend purifier les mœurs du clergé, est lui-même élu sous le nom de Grégoire VII. Il active vigoureusement ce que l'on appellera la réforme grégorienne. Béatrice et sa fille Mathilde, « dévote, riche, puissante », s'attachent immédiatement à son parti et lui apportent leur total soutien. Mathilde prend le parti de la défense du souverain pontife, armes à la main. Pendant la querelle des Investitures, elle soutient très fermement le parti du pape (les guelfes, opposés aux gibelins). Le 25 janvier 1077, c'est ainsi sous l'œil de Mathilde, dans la cour du château de Canossa, que l'empereur Henri IV « fit amende honorable » lors d'une rencontre avec le pape Grégoire VII. Après la mort de Grégoire, elle soutient avec son armée son successeur Victor III, réfugié au mont Cassin, contre l'antipape impérial Clément III. Mathilde remporte par la suite une victoire éclatante contre les alliés lombards de l’empereur le 2 juillet 1084 à Sorbara (it), près de Modène. Pendant les six années qui suivent, elle domine militairement la vallée du Pô, adoptant une stratégie particulièrement offensive. En 1087, Mathilde mène ainsi une attaque musclée sur Rome pour y installer Victor, mais la contre-attaque de l’empereur oblige le pape à se retirer. Après sa mort, une quarantaine d'évêques et d'abbés, réunis sous la protection des troupes de Mathilde, élisent l'évêque d'Ostie pour lui succéder. Le nouveau pape, qui prend le nom d'Urbain II, est un Français, proche comme elle d'Hugues de Cluny. Mathilde inflige une défaite militaire à Henri IV au château de Canossa en 1092. En 1095, il tente de prendre son château de Nogara, mais l’arrivée de la comtesse à la tête d’une armée l’oblige à battre en retraite, après quoi Mathilde ordonne ou mène avec succès une série d’attaques pour restaurer son autorité dans des villes restées fidèles à l’empereur.
La carrière militaire de Mathilde, auréolée de nombreux succès sur le champ de bataille, provoque chez nombre de ses contemporains la stupeur, la gêne et l’admiration. Tous les témoins de l’époque soulignent l’importance de l’activité militaire de la comtesse et ses qualités de stratège, sachant amender ses stratégies et ses choix militaires en fonction du contexte, maîtrisant les différentes partitions de l'art militaire médiéval. Les partisans de la réforme grégorienne, dont elle est la fervente thuriféraire, construisent même autour d'elle une nouvelle image du soldat et de la guerre, celle alors en gestation du miles Christi et de la guerre sainte au service de la papauté, dont l'avatar le plus connu fut par la suite le combattant croisé parti défendre Jérusalem. Grégoire VII va même plus loin en bâtissant un parallèle entre les combats de Mathilde et le sacrifice du Christ sur la croix et le combat contre l’infidèle, l’hérétique et le schismatique, ouvrant ainsi la porte au droit de la Croisade.